# Muzeum Okręgowe im. Leona Wyczółkowskiego w Bydgoszczy

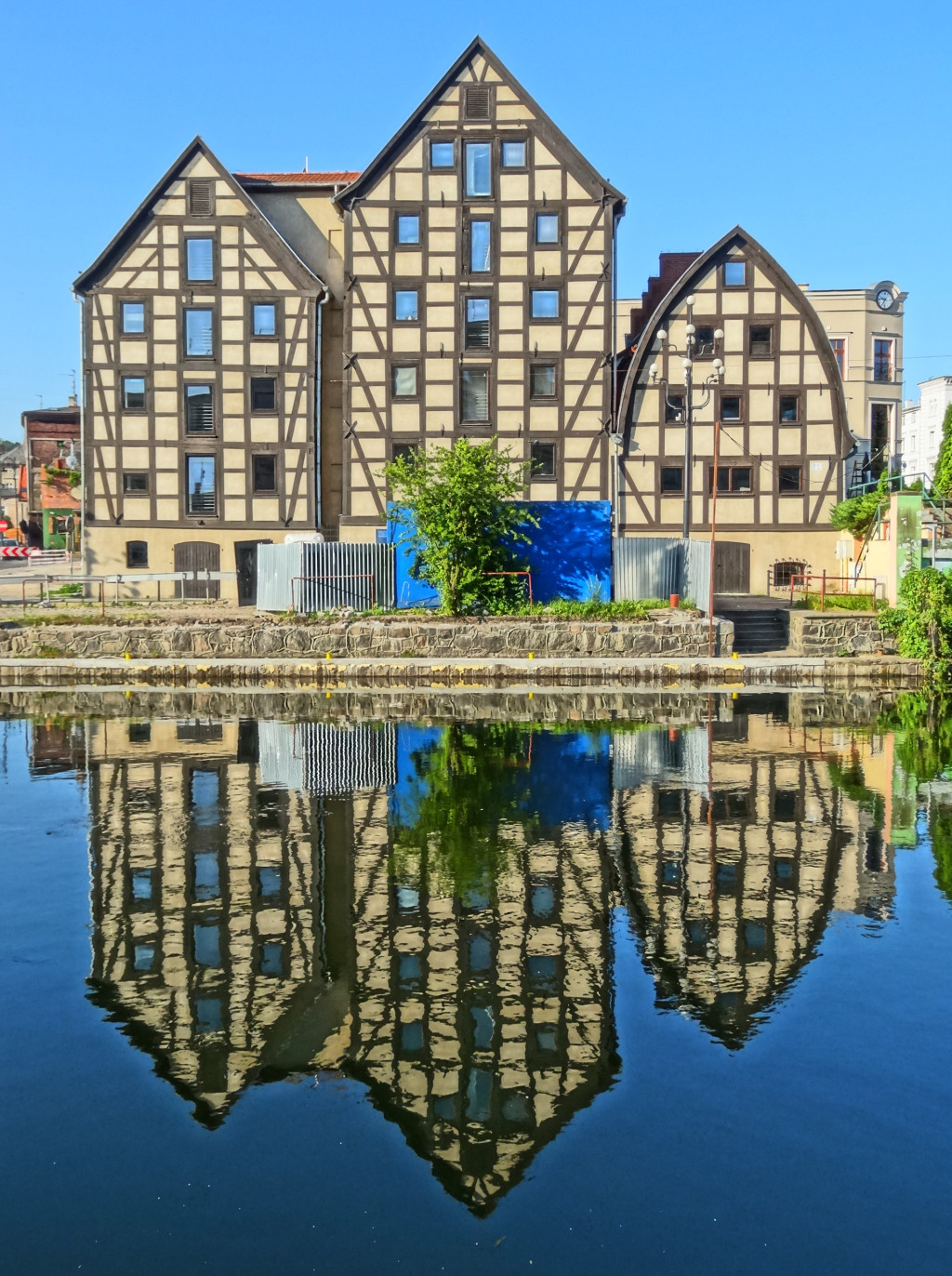
Trzy spichrze nad Brdą, w których wystawiane są ekspozycje Muzeum Okręgowego

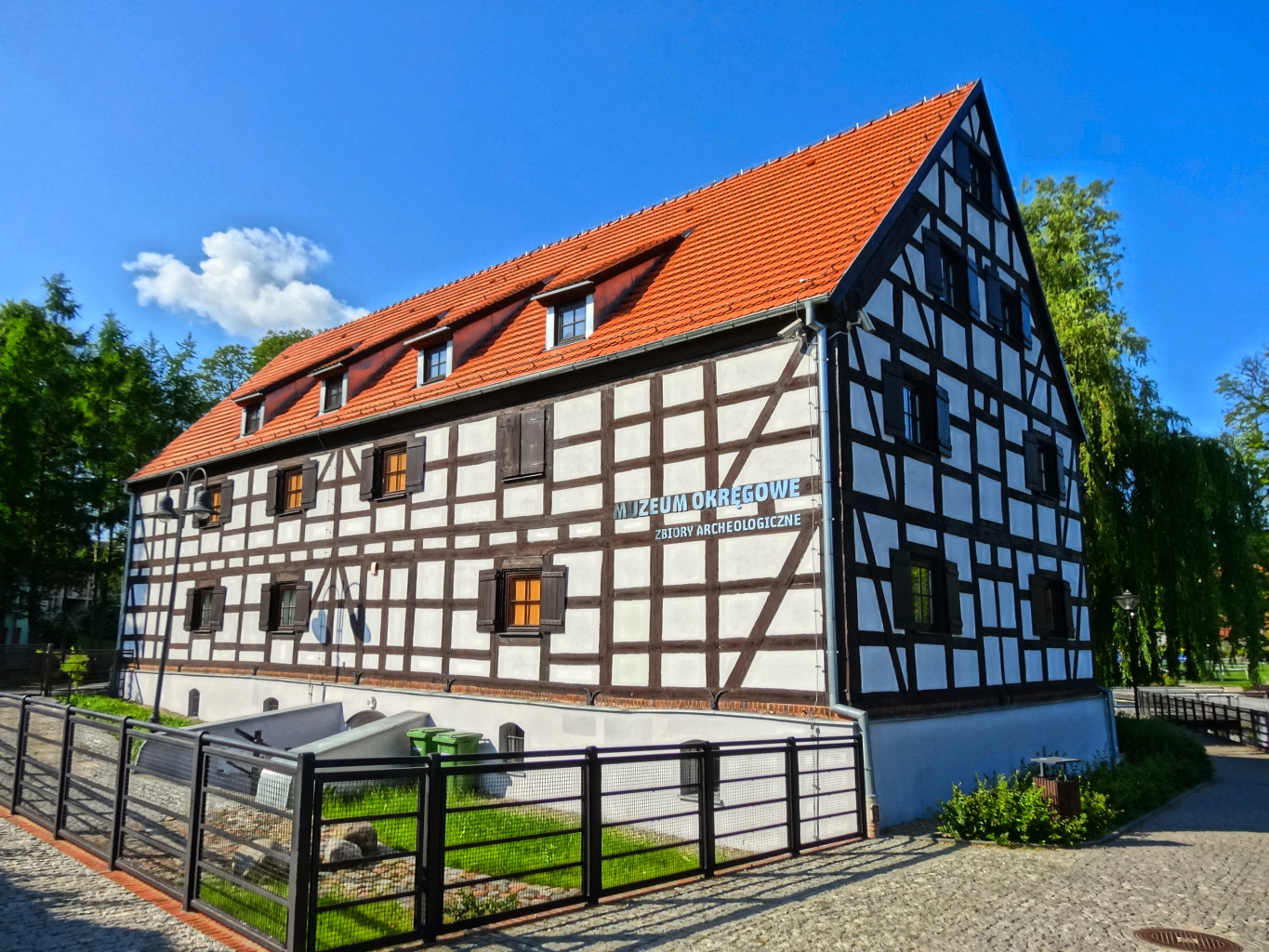
Biały Spichlerz – Zbiory Archeologiczne

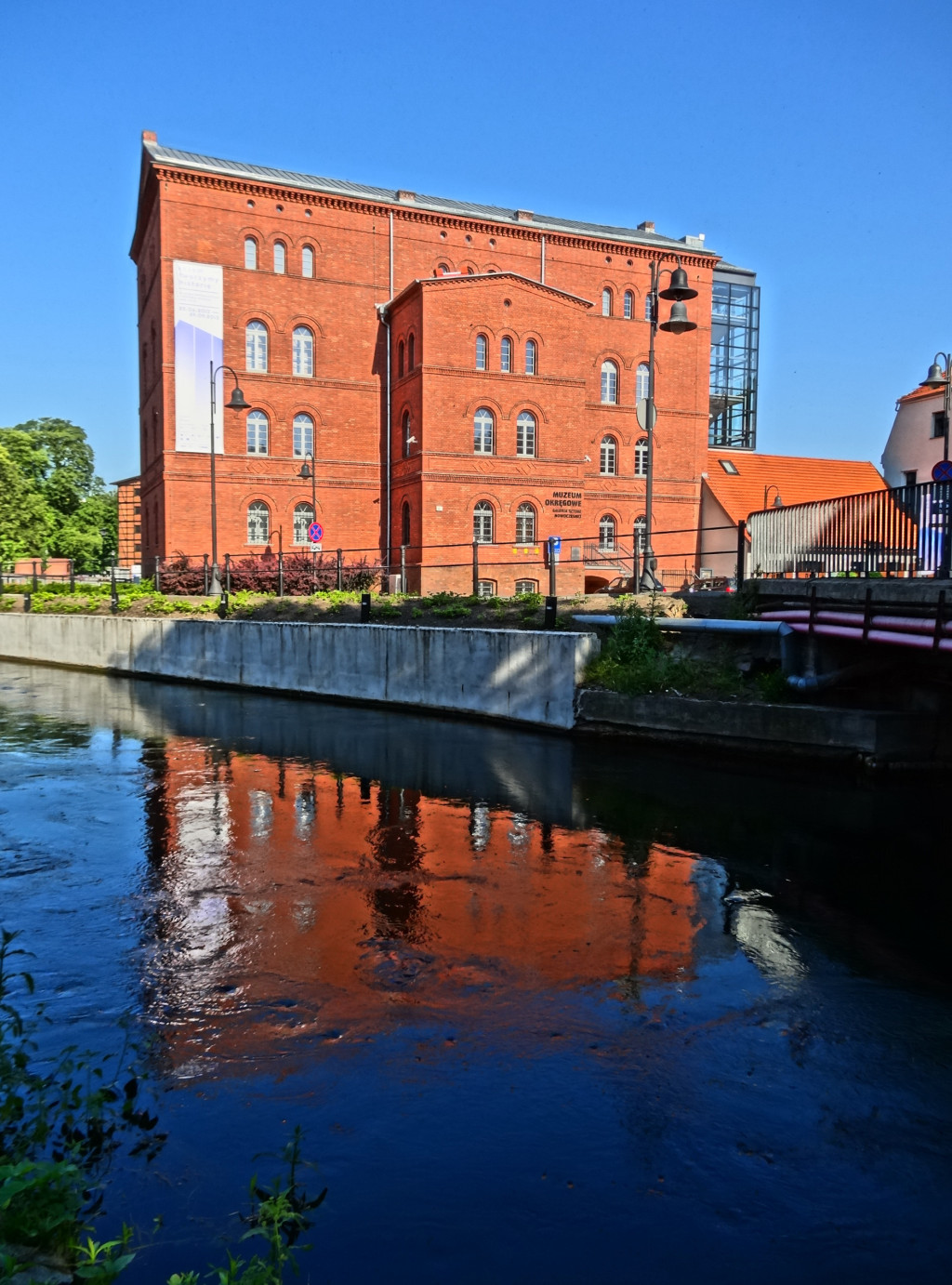
Czerwony Spichlerz – Galeria Sztuki Nowoczesnej

Muzeum Okręgowe w Bydgoszczy – muzeum okręgowe w Bydgoszczy, założone w 1923 r.

## Historia muzeum

### Okres zaboru pruskiego 1880–1919
Muzeum dziedziczy tradycje założonego w 1880 r. Towarzystwa Historycznego Obwodu Nadnoteckiego, którego celem miało być prowadzenie badań naukowych dotyczących historii regionu oraz gromadzenie pamiątek historycznych. Zbiory lokowano na chórze poklasztornego kościoła Klarysek, a od 30 listopada 1890 r. były one udostępnione do zwiedzania. Opiekunem zbiorów do 1920 r. był bydgoszczanin, młody przyrodnik z praktyką muzealną Konrad Kothe. W maju 1919 r. w obliczu przejścia Bydgoszczy do odrodzonego państwa polskiego, o czym zdecydował Traktat wersalski, część zbiorów wywieziono do Berlina i zdeponowano w „Museum für Völkerkunde”.

### Okres międzywojenny 1920–1939
Po objęciu miasta przez władze polskie 20 stycznia 1920 r. podjęto starania w celu otwarcia Muzeum Miejskiego. Dla potrzeb placówki przeznaczono kamienicę w zachodniej pierzei Starego Rynku pod nr 2, sąsiadującą z kościołem pojezuickim. Otwarcie muzeum nastąpiło 5 sierpnia 1923 r., a jego pierwszym dyrektorem został ks. Jan Klein.
Muzeum Miejskie początkowo nie posiadało bogatych zbiorów, były to przede wszystkim zabytki z zakresu archeologii, historii, numizmatyki i etnografii. Najbogatszy był dział archeologiczny liczący kilka tysięcy pozycji. Dział historyczny gromadził pamiątki historyczne z miasta i cechów rzemieślniczych, militaria oraz zbiory numizmatyczne. Konieczne było utworzenie działu sztuki polskiej obejmującego malarstwo, grafikę i rzeźbę. Na tym zadaniu skoncentrowali się dwaj pierwsi dyrektorzy muzeum: ks. Jan Klein (1923–1925) i Tadeusz Dobrowolski (1925–1927). Dla tworzącej się galerii zakupiono prace Teodora Axentowicza, Juliana Fałata, Józefa Pankiewicza, Jacka Malczewskiego i Wojciecha Weissa. Utworzono wówczas osobną kolekcję obrazów rodzimych artystów, np. Maksymiliana Antoniego Piotrowskiego. W 1929 r. Muzeum posiadało 195 obrazów i 28 rzeźb. Był to okres prosperity w działalności muzeum korzystającego z opieki prezydenta Bydgoszczy – Bernarda Śliwińskiego.
Od 1926 r. ograniczono działalność muzeum oraz uszczuplono zatrudnienie. Zarząd sprawowała Deputacja Muzealna, w której kierowniczą rolę spełniał radca Tadeusz Janicki, a kustoszem został Kazimierz Borucki. W 1928 r. zorganizowano wystawę obrazów bydgoskiego malarza Waltera Leistikowa. Kilkakrotnie prezentowano dzieła Leona Wyczółkowskiego mieszkającego w pobliskim Gościeradzu. Począwszy od 1932 r., gdy prezydentem miasta został Leon Barciszewski, działalność placówki ożywiła się. W 1933 r. zorganizowano wystawę z okazji 10-lecia muzeum, podczas której przedstawiono m.in. pamiątki z historii Bydgoszczy.
W 1937 r. Muzeum otrzymało spuściznę artystyczną po zmarłym Leonie Wyczółkowskim, co znacznie wzbogaciło jego zbiory. Wśród darów znalazło się ok. 400 obrazów, grafiki, rysunki, a także pamiątki po Wyczółkowskim m.in. wyposażenie jego pracowni litograficznej. Równocześnie krakowski artysta Konstanty Laszczka ofiarował kolekcję rzeźb. Oba dary eksponowano w budynku byłego Internatu Kresowego przy ul. Chodkiewicza.
W końcu sierpnia 1939 r. zbiory Muzeum Miejskiego liczyły 6803 pozycje, z czego połowa przypadała na archeologię, 1900 na sztukę, 873 na numizmatykę, 210 – rzemiosło i pamiątki bydgoskie, 200 – etnografię (w tym afrykańską), 160 – medalierstwo oraz 150 – wojskowość.
Obok gromadzenia zbiorów, Muzeum prowadziło działalność wystawienniczą. W latach 1923–1939 zorganizowano ok. 120 wystaw czasowych oraz prezentowano wystawę stałą, która z czasem przyjęła nazwę Galerii Miejskiej. Inną formą upowszechniania twórczości artystów miejscowych stał się „Salon Bydgoski” – doroczny przegląd osiągnięć artystycznych Bydgoszczy (od 1936). Z kierownictwem muzeum związana była również Rada Artystyczno-Kulturalna (od 1934), której zadaniem była koordynacja i opieka nad wszystkimi poczynaniami artystycznymi i kulturalnymi na terenie Bydgoszczy. W przededniu wybuchu II wojny światowej Muzeum bydgoskie było ważnym ośrodkiem plastycznym, siedzibą wielu towarzystw kulturalnych i artystycznych oraz miejscem spotkań twórców kultury.

### Okres okupacji 1939–1945
Tuż przed kampanią wrześniową zrealizowano akcję zabezpieczenia części muzealiów. Zlikwidowano filię muzeum przy ul. Chodkiewicza, przenosząc eksponaty do gmachu głównego przy Starym Rynku. Po objęciu Bydgoszczy przez okupacyjną administrację niemiecką, muzeum było podporządkowane kuratorowi muzealnemu prof. dr. Willemu Drostowi z Gdańska. W 1940 r. funkcję dyrektora objął dawny opiekun zbiorów Towarzystwa Historycznego Obwodu Nadnoteckiego – dr Konrad Kothe, zaś kustoszem pozostał Kazimierz Borucki. We wrześniu 1939 r. przed murami muzeum i kościoła pojezuickiego dokonano publicznych rozstrzeliwań polskich zakładników, w tym księży katolickich. Wiosną 1940 r. władze okupacyjne przeprowadziły wyburzanie zachodniej pierzei Starego Rynku, w tym kamienicy mieszczącej muzeum. Zbiory przemieszczono do budynku lombardu przy ul. Pocztowej.
W tym okresie do zbiorów muzealnych trafiły kolekcje broni, numizmatów i obrazów, zdawane przez obywateli miasta na polecenie władz niemieckich.
Przez cały okres okupacji pozyskano ok. 1500 pozycji w formie darów, jak i zakupów (w tym część eksponatów Towarzystwa Historycznego Obwodu Nadnoteckiego zrewindykowanych z Berlina) oraz prowadzono ograniczoną działalność wystawienniczą (7 wystaw w latach 1941–1944).
Dzięki przychylności niemieckiego dyrektora muzeum dr Konrada Kothe i ofiarnej działalności Kazimierza Boruckiego, udało się uratować przed zniszczeniem szereg zabytków, zwłaszcza sakralnych. Część z dewocjonaliów pochodzących z kościołów bydgoskich ukryto w muzeum, część zaś umieszczono w schowkach znajdujących się w kolumnach i filarach kościołów. Do cenniejszych eksponatów, które udało się ukryć należały m.in.: obraz Madonny Bydgoskiej z kościoła farnego, obrazy M. A. Piotrowskiego „Św. Ignacy Loyola” i „Niepokalane poczęcie Marii Panny” zdobiące ołtarz główny rozebranego przez nazistów kościoła pojezuickiego, obraz Matki Boskiej Góreckiej z Górki Klasztornej. Dzięki interwencji Kothego udało się zaniechać wywozów cennych muzealiów do Niemiec. Wiele zabytków ukryto wśród mebli biurowych, a cenniejsze przedmioty umieszczono w sekretnych schowkach.
W obawie przed bombardowaniami, w latach 1943–1944 przeprowadzono decentralizację zbiorów, wywożąc je do majątków ziemskich w okolicznych miejscowościach (Dębowo, Kawęcin, Kiełpin, Luszkówko, Lachowice, Mała Komorza, Morsk, Piotrkówko, Pobórka i Trzciniec), co doprowadziło do znacznych strat wojennych, gdyż tylko niewielka liczba wywiezionych wówczas zabytków ocalała. Działania wojenne, rabunek i dewastacja w majątkach spowodowała utratę 58 skrzyń z zabytkami archeologicznymi, 5 skrzyń ze zbiorami afrykanistycznymi oraz niemożliwą do ustalenia liczbę militariów, pamiątek miejskich, wyrobów rzemiosła artystycznego i numizmatów.

### Okres powojenny po 1945
Po wyzwoleniu Bydgoszczy spod okupacji hitlerowskiej władze miasta przeznaczyły na siedzibę Muzeum budynek przy ul. Gdańskiej 4, gdzie do 1937 r. mieściła się Lecznica Miejska. 11 kwietnia 1946 r., otwarto Muzeum Miejskie w nowym budynku i nadano mu imię Leona Wyczółkowskiego. Dyrektorem Muzeum został mianowany Kazimierz Borucki.
Piętro budynku przeznaczono na galerię obrazów, zaś w dostępnych pomieszczeniach parteru zostały rozlokowane pamiątki bydgoskie oraz zabytki archeologiczne. W latach 40. prowadzono akcję poszukiwania zabytków muzealnych, dzięki której możliwe było scalenie rozproszonych muzealiów. W 1949 r. muzeum zostało upaństwowione, zaś w 1975 r. przekształcone w Muzeum Okręgowe, obejmujące swym działaniem obszar województwa bydgoskiego.
W miarę upływu czasu powstała konieczność zaadaptowania nowych budynków na cele muzealne w związku z rozrastaniem się zbiorów. W lipcu 1964 r. oddano do użytku wyremontowane spichrze przy ul. Grodzkiej, które oddano na potrzeby muzeum. Kolejne obiekty przekazano muzeum w 1975 r. Były to zabytkowe budynki i spichlerze na terenie Wyspy Młyńskiej.
W okresie powojennym rozwijano głównie grupy zbiorów związane ze sztuką współczesną, zbiory Leona Wyczółkowskiego, zabytki historyczne związane z przeszłością miasta oraz rzemiosła artystycznego i cechowego, zbiory numizmatyczne wraz z medalierstwem oraz zbiory archeologiczne. W muzeum powstała licząca się w skali kraju kolekcja współczesnej sztuki polskiej.
Po 1990 r. muzeum przeszło pod kuratelę miejskich władz samorządowych. Od 1993 r. w Białym Spichrzu na Wyspie Młyńskiej prezentowano stałą ekspozycję rzemiosła, zaś w spichrzach nad Brdą – wystawy pamiątek związanych z historią Bydgoszczy. W latach 1993–2006 dokonano kapitalnego remontu spichrzy przy ul. Grodzkiej, natomiast obiekty na Wyspie Młyńskiej zostały generalnie odnowione w ramach programu Renowacja obiektów dziedzictwa kulturowego na Wyspie Młyńskiej w latach 2006–2008. W odnowionych obiektach na Wyspie umieszczono kolekcje: archeologiczną (Biały Spichrz), numizmatyczną (Europejskie Centrum Pieniądza), Galerię Sztuki Nowoczesnej (Czerwony Spichrz), zbiory związane z Leonem Wyczółkowskim (Dom Wyczółkowskiego).
30 grudnia 2009 r. Muzeum Okręgowe im. Leona Wyczółkowskiego w Bydgoszczy, decyzją Ministra Kultury i Dziedzictwa Narodowego zostało wpisane do Państwowego Rejestru Muzeów.
W 2008 r. zostało odznaczone Srebrnym Medalem „Zasłużony Kulturze Gloria Artis”.

### Rozwój działów muzealnych
Do 1958 r. w Muzeum Okręgowym wykształciły się cztery działy:
- Sztuki Polskiej – gromadzący malarstwo, grafikę i rzeźbę XIX i XX wieku;
- Leona Wyczółkowskiego – obejmujący prace malarskie, graficzne, wyposażenie pracowni artysty oraz pamiątki osobiste;
- Archeologiczny – gromadzący zabytki z wykopalisk z terenu Bydgoszczy i okolic;
- Historii – obejmował eksponaty związane z przeszłością miasta: zabytki cechowe, wytwory rzemiosła, zbiór monet i medali, militaria i fotografie.

Dział Sztuki Polskiej podzielono w 1968 r. na Dział Sztuki Współczesnej – obejmujący malarstwo, grafikę i rzeźbę współczesnych artystów polskich, oraz Dział Sztuki Nowożytnej. Grupował on w przeważającej mierze malarstwo polskie i obce oraz grafikę i rzeźbę XIX i XX w. Z działem tym powiązany został Dział Leona Wyczółkowskiego.
W 1966 r. z Działu Historii wyodrębniono Gabinet Numizmatyczny, przekształcając go z czasem w dział. Natomiast w latach późniejszych z Działu Sztuki wyodrębnił się Dział Grafiki. Jako dwa ostatnie powołano do życia Dział Etnografii i Muzyczny.
W Muzeum funkcjonują również inne działy i pracownie umożliwiające prawidłowe funkcjonowanie placówki.

### Oddziały zamiejscowe
Po przekształceniu Muzeum w 1975 r. w jednostkę okręgową, powstały trzy oddziały zamiejscowe:
- Muzeum Borów Tucholskich w Tucholi (od 1977 r., muzeum utworzone w 1980 r.);
- Muzeum Kolei Wąskotorowej w Wenecji koło Żnina. (od 1972 r., w gestii muzeum od 1978 r.);
- Muzeum Ziemi Pałuckiej w Żninie (od 1979 r.).

Wszystkie oddziały powróciły w gestię terenowych władz samorządowych po 1989 r.

### Skansen architektury przemysłowej[6]
Jesienią 2007 r. Muzeum Okręgowe w Bydgoszczy przejęło pod swoją kuratelę kompleks pohitlerowskich budynków fabrycznych, położony w Puszczy Bydgoskiej, w południowo-wschodniej części miasta. Zabudowa ta powstała w okresie II wojny światowej i służyła produkcji materiałów wybuchowych i amunicji na potrzeby hitlerowskiej machiny wojennej. Pod nadzorem niemieckich specjalistów pracowały tu tysiące jeńców i robotników przymusowych z całej Europy.
Najcenniejszą część kompleksu stanowi NGL-Betrieb, gdzie mieściła się wytwórnia nitrogliceryny. Poszczególne budynki są dobrze zachowane i połączone systemem naziemnych i podziemnych tuneli o łącznej długości prawie dwóch kilometrów. W latach 2009–2011 zrealizowano projekt pod nazwą „Skansen architektury przemysłowej wraz z podziemną trasą turystyczną oraz Muzeum Zakładów Zbrojeniowych DAG Fabrik Bromberg” (koszt 9 mln zł). Efektem jego realizacji było stworzenie „Exploseum" – skansenu architektury przemysłowej oraz muzeum techniki XX wieku.

## Dyrektorzy
- Kazimierz Borucki (1945–1965)
- Zbigniew Czerski (1965-1968)
- Rajmund Kuczma (1968–1981)
- Czesław Potemski (1982-1985)[8]
- Jerzy Żurawski (1985–1991)
- Aurelia Borucka-Nowicka (1991–1995)
- Małgorzata Winter (1995–2003)
- Iwona Loose (2004–2007)
- Michał Woźniak (2007–2019)
- Wacław Kuczma (2020-2024)
- Anna Kornelia Jędrzejewska (od 2024)[9]

## Patron
Patron muzeum zamieszkiwał w okresie międzywojennym w Bydgoszczy i Gościeradzu, gdzie też został pochowany na cmentarzu parafialnym. Po śmierci artysty, żona, Franciszka Wyczółkowska, zgodnie z jego wolą, przekazała pozostałą spuściznę artystyczną Muzeum w Bydgoszczy 8 kwietnia 1937 r.: 425 prac malarskich, graficznych, rysunkowych, pamiątki osobiste oraz wyposażenie pracowni.
W 94. rocznicę urodzin – 11 kwietnia 1946 r. – Muzeum Okręgowe w Bydgoszczy przyjęło artystę za patrona.

## Budynki
Od 2010 roku Muzeum prezentuje swoje zbiory w dziewięciu zabytkowych budynkach, położonych na terenie Starego Miasta Bydgoszczy i Wyspy Młyńskiej:
Obiekty wystawiennicze Muzeum Okręgowego w Bydgoszczy:
| Nr | Obiekt                           | Adres                         | Lata budowy | Rok przejęcia przez Muzeum Okręgowe | Uwagi | Zdjęcie |
| -- | -------------------------------- | ----------------------------- | ----------- | ----------------------------------- | --- | ------- |
| 1. | Budynek byłej Lecznicy Miejskiej | ul. Gdańska 4                 | 1878        | 1945                                | Siedziba muzeum |         |
| 2. | Spichlerz nad Brdą               | ul. Grodzka 9                 | 1793–1800   | 1964                                | Mieści wystawy stałe i czasowe |         |
| 3. | Spichlerz nad Brdą               | ul. Grodzka 11                | 1793–1800   | 1964                                | Mieści wystawy stałe i czasowe |         |
| 4. | Biały Spichlerz                  | ul. Mennica 2 – Wyspa Młyńska | 1789–1799   | 1975                                | Od 1993 roku mieści wystawy muzealne, od 2009 roku Zbiory Archeologiczne |         |
| 5. | Czerwony Spichlerz               | ul. Mennica 8 – Wyspa Młyńska | 1861        | 1975                                | Od 2009 roku mieści Galerię Sztuki Nowoczesnej |         |
| 6. | Dom Leona Wyczółkowskiego        | ul. Mennica 7 – Wyspa Młyńska | 1899–1902   | 1975                                | Dawny dom zarządcy młynów, do 1994 roku mieścił Dział Numizmatyki, Dział Grafiki, Dział Inwentaryzacji, Pracownię Konserwacji, Fotograficzną i Plastyczną, od 2009 roku eksponuje się tu dzieła Leona Wyczółkowskiego oraz pamiątki po artyście |         |
| 7. | Europejskie Centrum Pieniądza    | ul. Mennica 4 – Wyspa Młyńska | 1786        | 1975                                | Dawny dom pracowników młyna, do 1994 roku, od 2009 roku przeznaczony na Europejskie Muzeum Pieniądza |         |
| 8. | Dom Młynarza                     | ul. Mennica 8 – Wyspa Młyńska | 1774        | 1979                                | Mieścił Dział Etnografii i Oświatowy, a od 1992 roku Dział Archeologii, w 2009 roku zaadaptowany na centrum recepcyjno-informacyjne zespołu muzealnego                                                                                          |         |
| 9. | Spichlerz holenderski            | ul. Grodzka 7                 | Przed 1793  | 1998                                | Od 2011 roku mieści wystawę stałą „Od Starego Rynku do placu Wolności. Spacer ulicami międzywojennej Bydgoszczy” |         |

## Ekspozycja

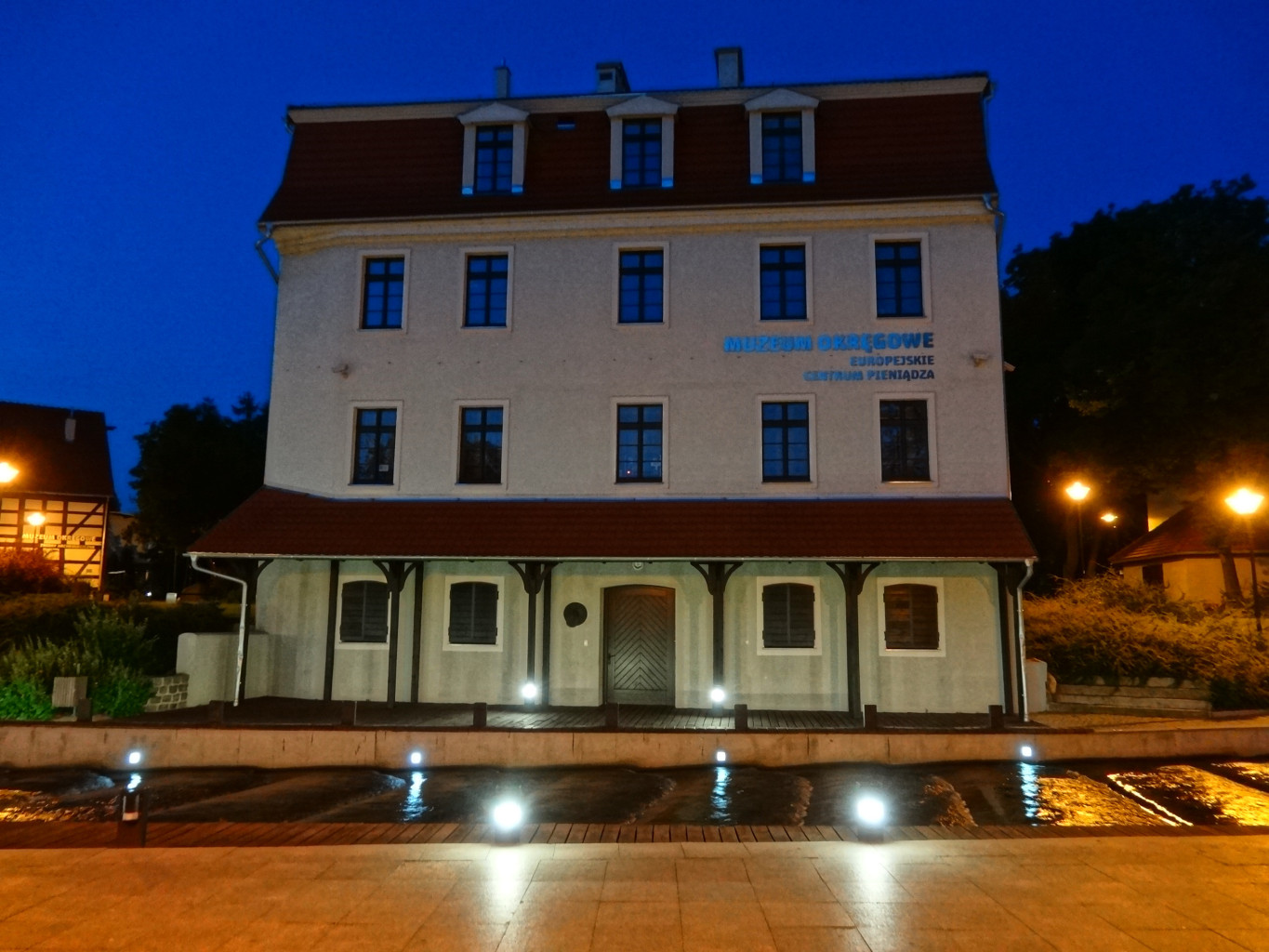
Budynek, w którym mieści się Europejskie Centrum Pieniądza

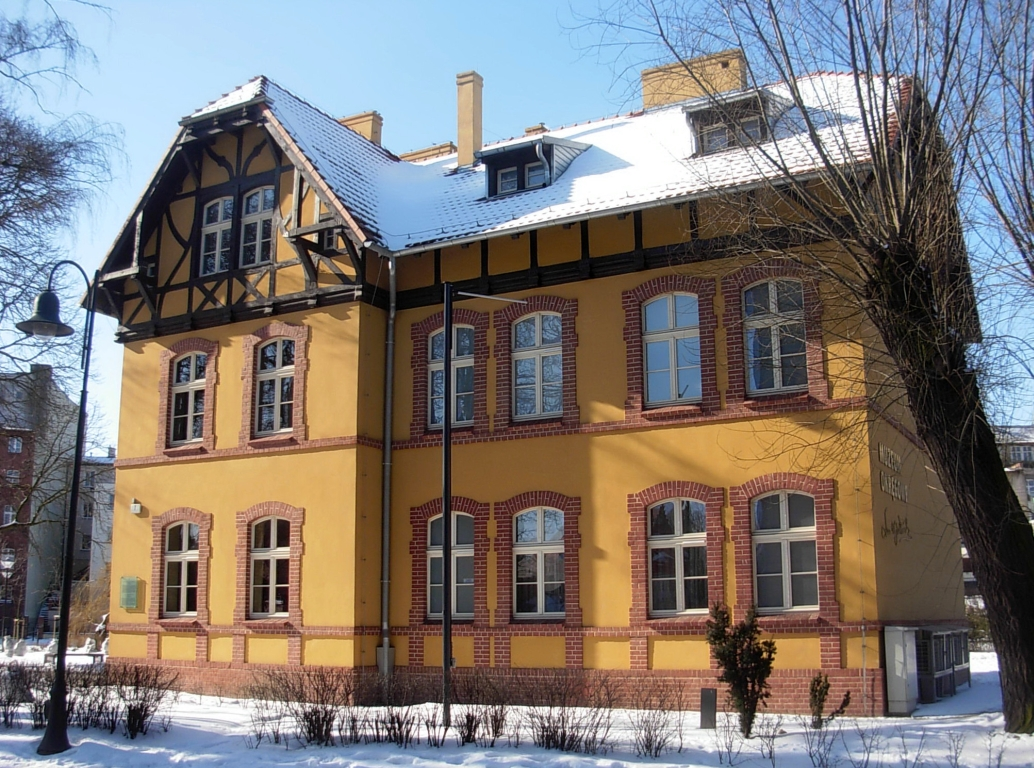
Budynek zwany Domem Leona Wyczółkowskiego

### Wystawy stałe
Ekspozycja główna zawiera grupy związane z następującą tematyką:
- Wyspa Młyńska – historia i teraźniejszość – na wystawie został przedstawiony zarys historii Wyspy Młyńskiej, zmian zachodzących w jej układzie przestrzenno-urbanistycznym, przekształceń w zakresie pełnionych przez nią funkcji, a także procesu rewitalizacyjnego Wyspy oraz wykorzystania budynków zabytkowych przez bydgoskie Muzeum. Miejsce: Europejskie Centrum Pieniądza, ul. Mennica 4 na Wyspie Młyńskiej;
- Od Starego Rynku do placu Wolności. Spacer ulicami międzywojennej Bydgoszczy – wystawa mieszcząca się w spichrzach nad Brdą prezentująca międzywojenną, wielokulturową Bydgoszczy oraz rodowodu historycznego miasta. Miejsce: Spichrze nad Brdą,ul. Grodzka 7-11;
- Twórczość Leona Wyczółkowskiego (1852–1936) – Miejsce: Dom Leona Wyczółkowskiego, ul. Mennica 7 na Wyspie Młyńskiej;
- Galeria Sztuki Nowoczesnej – pokaz wybranych, reprezentacyjnych dzieł z kolekcji muzeum, Miejsce: Galeria Sztuki Nowoczesnej, ul. Mennica 8 na Wyspie Młyńskiej;
- Mennica Bydgoska – prezentująca wybrane monety bite w mennicy bydgoskiej a pochodzące ze zbioru bydgoskiego Muzeum. Miejsce: Europejskie Centrum Pieniądza, ul. Mennica 4 na Wyspie Młyńskiej;
- Na pograniczu Wielkopolski i Pomorza. Bydgoszcz i region u zarania dziejów oraz W grodzie Bydgosta. Tajemnice życia wczesnośredniowiecznych mieszkańców Bydgoszczy i okolic.- prezentujące kulturę materialną, a przez jej pryzmat także różne przejawy życia społecznego i duchowego pradawnych mieszkańców Bydgoszczy i okolic. Miejsce: Zbiory Archeologiczne, ul. Mennica 2 na Wyspie Młyńskiej;
- Exploseum – zwiedzający kompleks siedmiu budynków pofabrycznych, połączonych siecią wąskich tuleni i korytarzy, mają świadomość historycznej wyjątkowości miejsca, bowiem już same budynki i ich surowe wnętrza snują mroczną opowieść o niewolniczej pracy przymusowej ok. 40 tys. robotników, jeńców wojennych oraz więźniów. Miejsce: Exploseum, ul. Alfreda Nobla.

### Wystawy czasowe

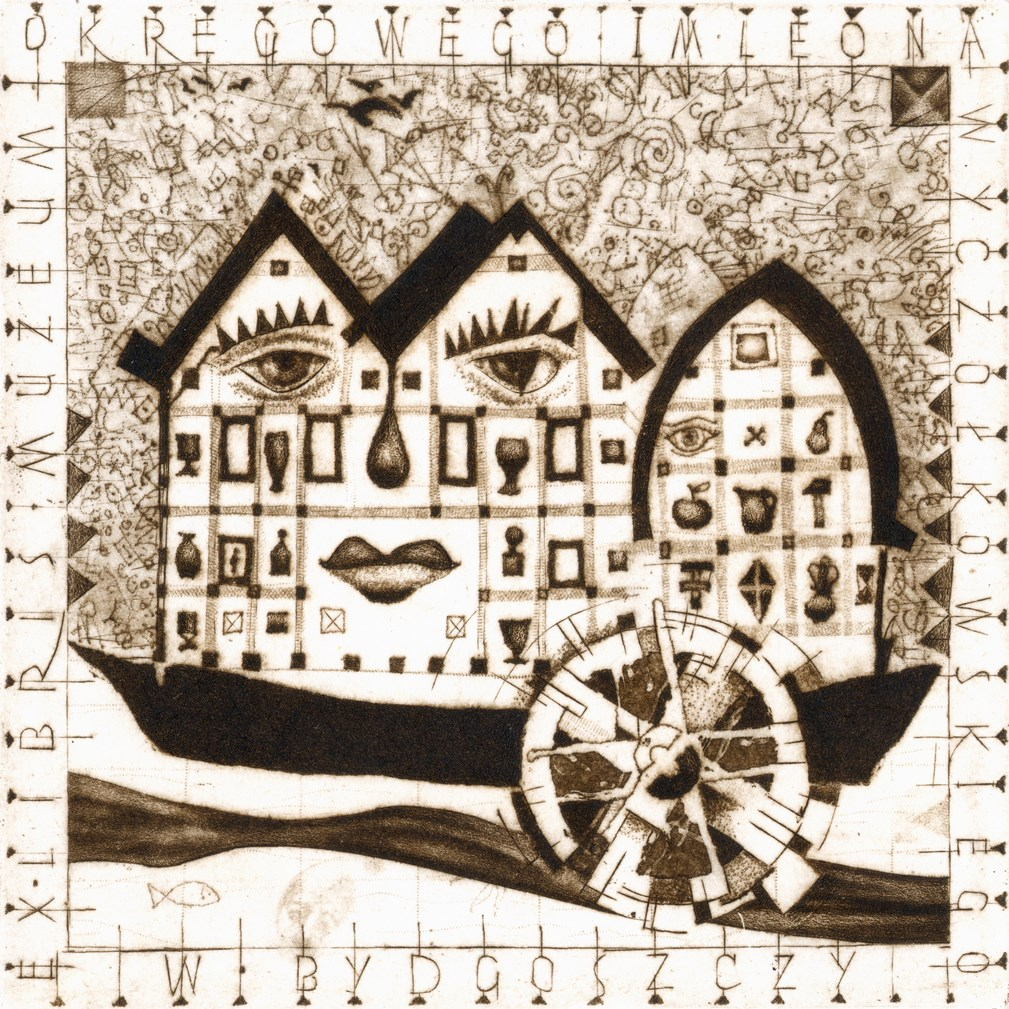
Ekslibris Muzeum Okręgowego wykonany przez prof. Piotra Gojowego

Tematyka wystaw czasowych związana jest głównie z historią Bydgoszczy i regionu, malarstwem, rzeźbą i sztuką, a także nawiązuje do rocznic i jubileuszy. Wystawy są prezentowane w Czerwonym Spichrzu, w spichrzach przy ul. Grodzkiej oraz w budynku przy ul. Gdańskiej.
Wśród wystaw z lat 2007–2010 znalazły się m.in.:
- wystawy związane z historią Bydgoszczy i regionu:
  - Polacy i Niemcy w Bydgoszczy;
  - Pamiątki Bydgoskiego Towarzystwa Wioślarskiego (1920–2010);
  - Bydgoszcz 1939. Ludność cywilna w przededniu i w początkach wojny;
  - Barkarze – życie i praca na wodzie;
  - Wyspa Młyńska – historia, teraźniejszość, przyszłość;
  - Bydgoszcz a Powstanie wielkopolskie;
  - Od kościoła Klarysek po Wyspę Młyńską. Muzeum w Bydgoszczy 1923–2008. Dzieje i zbiory;
  - Przybytki Melpomeny – bydgoskie teatry i teatrzyki, filharmonia i opera;
  - Spotkanie z secesją;
  - Wystawa projektów architektonicznych na zabudowę zachodniego bloku przyrynkowego w Bydgoszczy;
- wystawy związane z twórczością lokalnych artystów:
  - Bydgoscy mistrzowie malarstwa;
  - Walter Leistikow – malarstwo, rysunek, grafika;
  - Leon Wyczółkowski (1852–1936), malarstwo, rysunek, grafika;
  - Maksymilian Antoni Piotrowski (1813–1875) – malarz i patriota;
- wystawy pokonkursowe:
  - Bydgoszcz – piórem i pędzlem malowana;
  - Śladami Leona Wyczółkowskiego;
  - Ogólnopolski Konkurs Malarski im. Teofila Ociepki;
  - Ekslibris Muzeum Okręgowego im. Leona Wyczółkowskiego w Bydgoszczy.

Inne wystawy dotyczyły twórczości mistrzów malarstwa polskiego i europejskiego, wystaw sztuki ludowej, książek i fotografii artystycznej i podróżniczej, znaczków pocztowych, medalierstwa, ikon, drzeworytów, sztuki współczesnej, wystawy jubileuszowe.

## Zbiory Muzeum

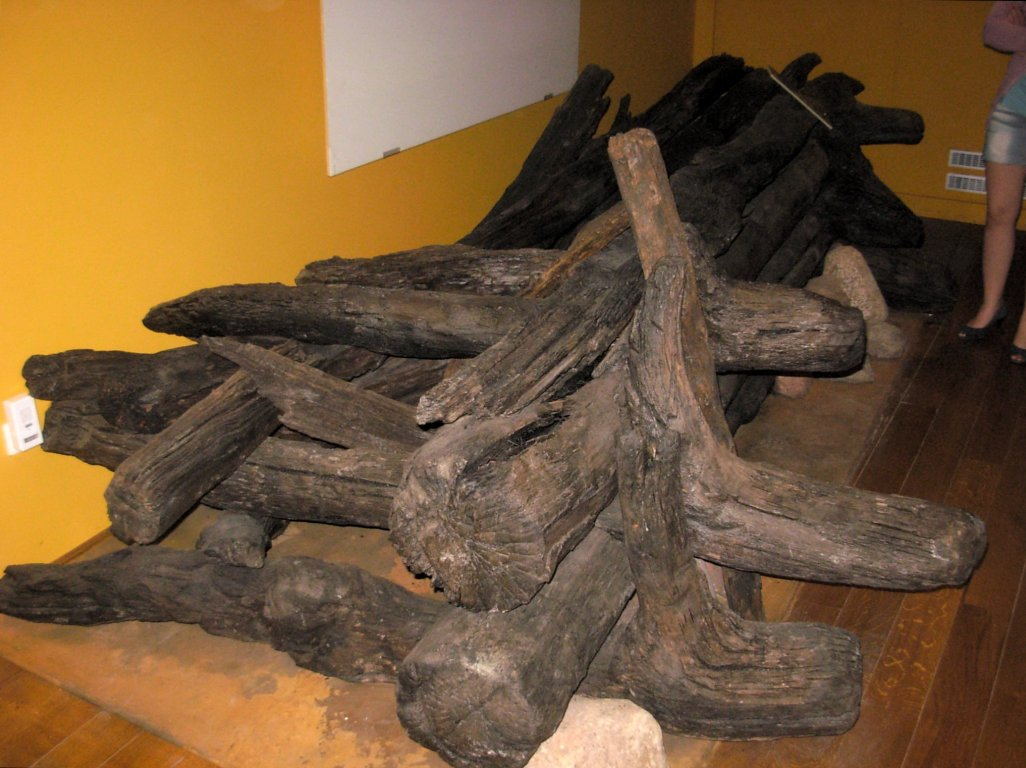
Fragmenty wału grodu bydgoskiego na wystawie archeologii w Białym Spichrzu

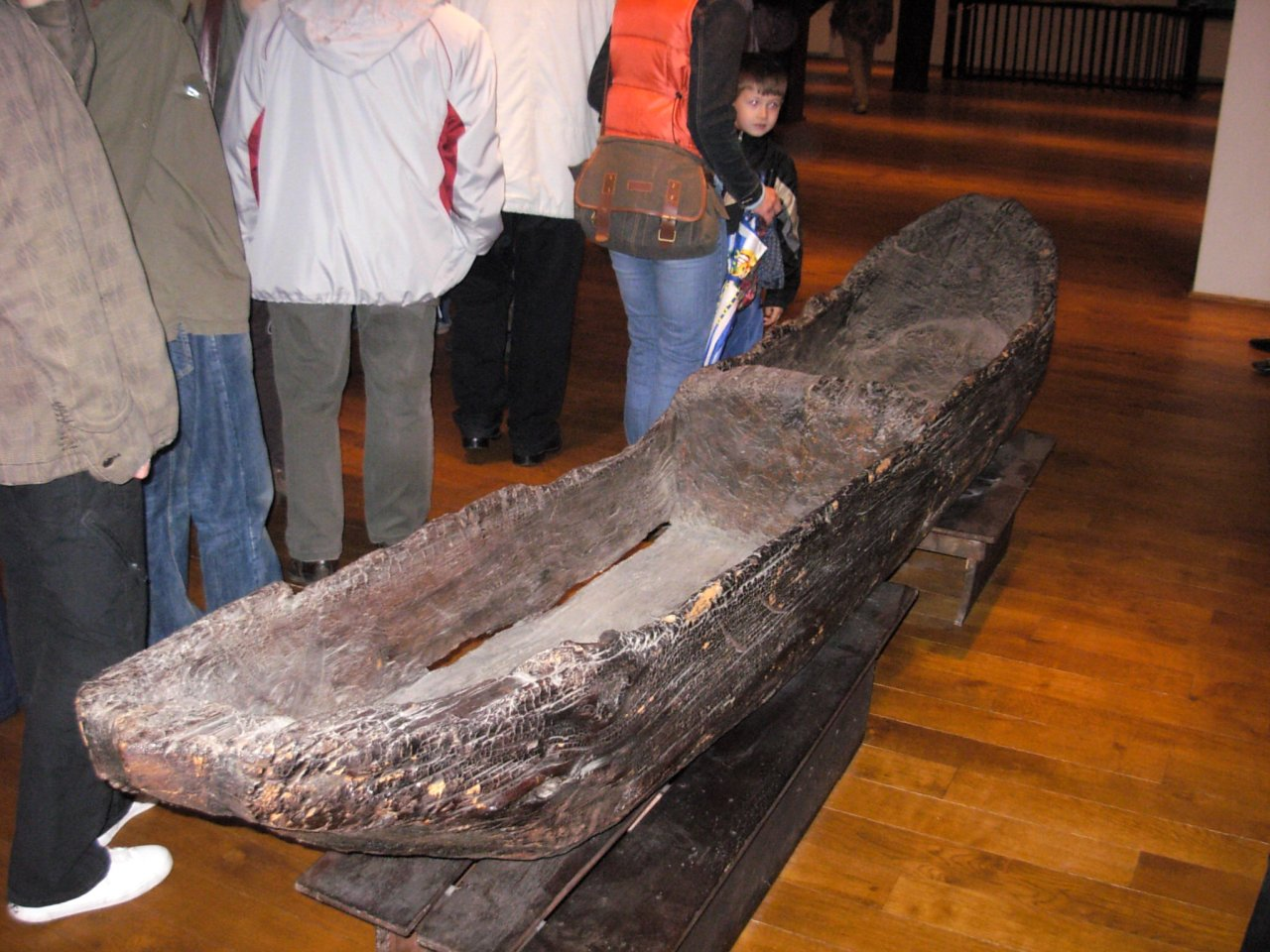
Łódź dłubanka podczas ekspozycji w Białym Spichrzu

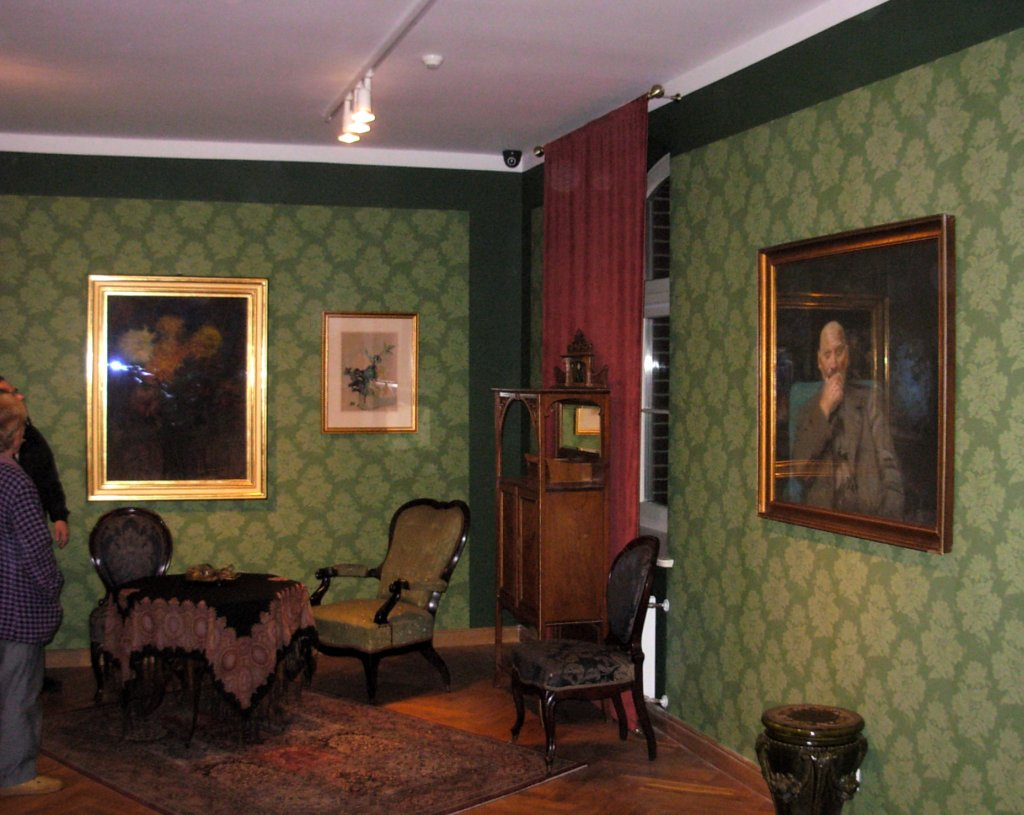
Wnętrze Domu Leona Wyczółkowskiego

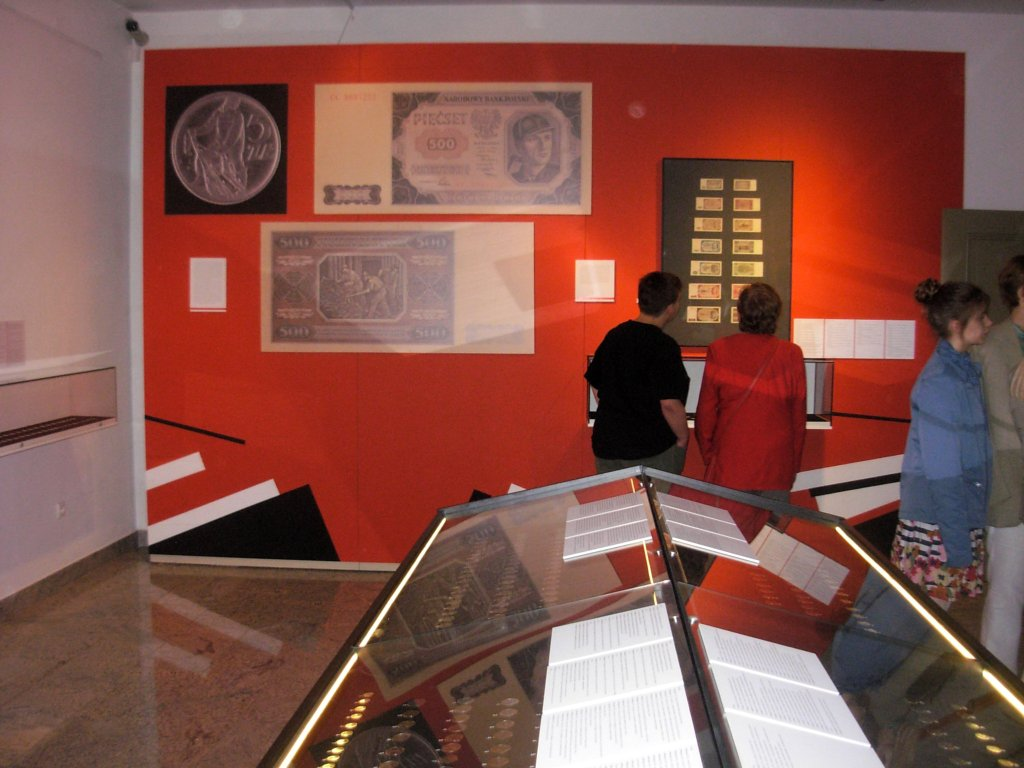
Fragment wystawy „Pieniądz PRL” w Europejskim Centrum Pieniądza

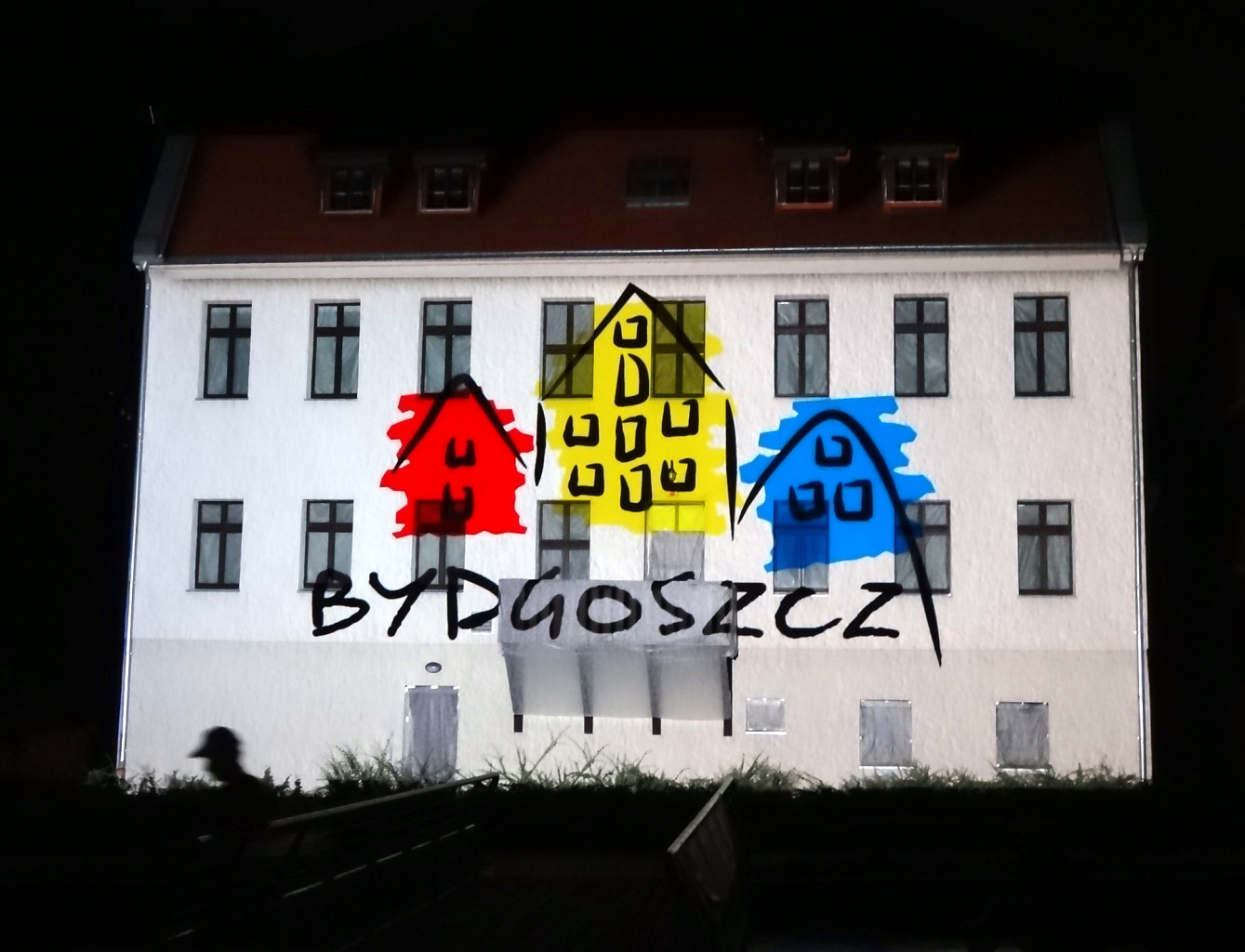
Spektakl na Wyspie Młyńskiej

## Zbiory Muzeum[3]

### Dział Archeologii
Dział gromadzi zabytki z epoki kamienia, brązu i żelaza, wpływów rzymskich, średniowiecza, pochodzące z Bydgoszczy i województwa bydgoskiego.
Do najciekawszych zabytków pochodzą eksponaty z epoki kamienia, m.in. ostrze kościane i motyka wykonana z rogu renifera, groty harpunów, gliniany puchar lejkowaty oraz fragment łodzi dłubanki pochodzącej z okresu 2 tys. lat p.n.e. Wśród zabytków wczesnośredniowiecznych znajduje się kilka tys. eksponatów z grodzisk słowiańskich z Bydgoszczy i okolicy (gród bydgoski, Zamczysko, Wyszogród, Strzelce Dolne, Nakło nad Notecią, Więcbork). Jednym z najnowszych eksponatów jest wydobyty w 2007 r. w idealnym stanie fragment wału grodu bydgoskiego z XI wieku (20 m długości, 18 m szerokości i 2,5 m miąższości), uznawany za unikatowy w skali Pomorza Wschodniego i Kujaw oraz jeden z lepiej zachowanych na terenie północno-zachodniej Słowiańszczyzny Zachodniej.

### Dział Etnografii
Dział założono w 1986 r. Gromadzi on i opracowuje zbiory kultury i sztuki ludowej, głównie z regionów etnograficznych Pałuk, Kujaw, Krajny, Borów Tucholskich, Kaszub i Kociewia. Posiada ok. 3 tys. muzealiów – głównie eksponaty rzemieślnicze (kowalstwo, garncarstwo, stolarstwo, ciesielstwo i plecionkarstwo).

### Dział Grafiki
Powstał w 1982 r., wyodrębniony z Działu Sztuki. Posiada ok. 13 tys. eksponatów w kilku kolekcjach obejmujących grafikę polską dawną i współczesną, grafikę obcą, ekslibrisy i grafikę użytkową, zbiór rysunków i monotypii oraz matryce.
Najobszerniejszą i najbardziej reprezentatywną kolekcję w zbiorach graficznych Muzeum stanowi kolekcja polskiej grafiki współczesnej (po 1945 r.) Najpełniej reprezentowane są środowiska graficzne Krakowa, Warszawy, Poznania, Bydgoszczy i Torunia, w mniejszym stopniu – Wrocławia, Katowic, Łodzi, Gdańska i Lublina.
Zbiór polskiej grafiki międzywojennej obejmuje dzieła środowisk artystycznych Krakowa i Warszawy oraz Poznania, Lwowa i Wilna. Wśród najstarszych zbiorów graficznych znajdują się dzieła XIX-wiecznych artystów polskich oraz drzeworyty i litografie z Warszawy, Lwowa i Wilna.
Zbiór grafiki obcej obejmuje przede wszystkim prace artystów niemieckich, francuskich i angielskich działających od XVI do XX wieku, w tym plansze graficzne, rysunki i szkice Waltera Leistikowa, bydgoszczanina, twórcy berlińskiej secesji.
W zbiorze rysunków na uwagę zasługują dzieła wybitnych polskich malarzy, m.in. Piotra Michałowskiego, Jana Matejki i Maksymiliana Antoniego Piotrowskiego – twórcy związanego z Bydgoszczą oraz artystów współczesnych, m.in. Jana Cybisa, Tymona Niesiołowskiego, Edwarda Dwurnika i innych.
Wśród zbiorów grafiki współczesnej, rysunku, grafiki użytkowej i ekslibrisów znajduje się obszerna kolekcja artystów bydgoskich.

### Dział Historii
Gromadzi dokumenty i materiały ikonograficzne i fotograficzne ilustrujące dzieje Bydgoszczy, militaria, falerystykę oraz wyroby rzemiosła artystycznego. Wśród najstarszych pamiątek bydgoskich znajdują się m.in.: najstarsza zachowana pieczęć miejska z XVI-XVII w., miecz ceremonialny Ławy Sądowej z XVII wieku, unikatowy srebrny Kur – insygnium Bractwa Strzeleckiego z końca XVI w. oraz moździerz z brązu odlany w Gdańsku w 1590 r. dla apteki na Starym Rynku.

### Dział Leona Wyczółkowskiego
Dział gromadzi i eksponuje kolekcję dzieł Leona Wyczółkowskiego, liczącą 691 eksponatów, w tym 20 szkicowników, zawierających 597 szkiców. Kolekcja zawiera prace z różnych okresów twórczych artysty, od dzieł z wczesnej młodości po ostatnie lata życia.

### Dział Muzyczny
Gromadzi zbiory i wydawnictwa fonograficzne, instrumenty fonografy, gramofony i radioodbiorniki. Posiada m.in. kolekcję 6 tys. płyt gramofonowych, patefonowych i węglowych.

### Dział Numizmatyki
Powstał w 1966 r. wyodrębniony z Działu Historycznego. Gromadzi monety, banknoty i medale okolicznościowe i pamiątkowe; posiada kolekcję monet ze wszystkich mennic czynnych w Polsce na przestrzeni wieków, od monet piastowskich aż do współczesnych. Z mennicy bydgoskiej (1594–1688) zebrano półtalary i talary, trojak z 1650 roku oraz dwudukat z 1660 roku. Ponad 400 okazów zawiera kolekcja medali związanych z Bydgoszczą (od XIX wieku do czasów współczesnych).

### Dział Sztuki
Dział posiada kolekcję dawnego i współczesnego malarstwa polskiego i zagranicznego, kolekcję rzeźb, obiektów i instalacji, reliefu oraz fotografii artystycznej. Kolekcja polskiego malarstwa zawiera obrazy takich artystów jak: Teodor Axentowicz, Józef Chełmoński, Daniel Chodowiecki, Olga Boznańska, Julian Fałat, Wojciech Gerson, Maurycy Gottlieb, Wlastimil Hofman, Władysław Jarocki, Juliusz Kossak, Franciszek Ksawery Lampi, Jacek Malczewski, Jan Matejko, Piotr Michałowski, Teofil Ociepka, Józef Pankiewicz, Władysław Podkowiński, Ferdynand Ruszczyc, Kazimierz Sichulski, Henryk Siemiradzki, Jan Stanisławski, Józef Szermentowski, Wojciech Weiss, Stanisław Wyspiański, Maksymilian Piotrowski.
Najobszerniejszą kolekcję stanowi zbiór współczesnego malarstwa polskiego, będący jednym z najbardziej znaczących i reprezentatywnych zespołów sztuki w Polsce. W ramach tej kolekcji gromadzone są również prace artystów regionu kujawsko-pomorskiego.
Istotny zbiór stanowią obrazy urodzonego w Bydgoszczy Waltera Rudolfa Leistikowa – współzałożyciela „Berlińskiej Secesji”. Kolekcja jego prac jest największym w kraju zespołem dzieł artysty.
Trzon kolekcji rzeźb stanowią prace pochodzące z XX wieku, takich artystów jak: Ksawery Dunikowski, Edward Haupt, Stanisław Horno-Popławski, Jerzy Jarnuszkiewicz, Antoni Kurzawa, Konstanty Laszczka, Ferdinand Lepcke, Władysław Marcinkowski, Adam Myjak, Olga Niewska, Edward Wittig oraz Aleksander Dętkoś, Teodor Gajewski, Michał Kubiak i Piotr Triebler, tworzący w Bydgoszczy.
Pozostałe zbiory obejmują drobne formy rzeźbiarskie, plakiety i medale lane oraz fotografie artystyczne.

### Dział Historii Techniki
Kolekcja Działu Historii Techniki (Exploseum) obejmuje dokumenty związane z funkcjonowaniem w Bydgoszczy fabryki zbrojeniowej koncernu DAG, przepustki pracownicze, żetony narzędziowe, przedmioty codziennego użytku związane z funkcjonowaniem zakładu. W swojej kolekcji posiadamy również w formie depozytu zbiór 300 cynkowych tabliczek będących częścią personalnej kartoteki osobowej byłych pracowników fabryki. Dział posiada również repliki machin wojennych, broni białej i palnej od starożytności do czasów współczesnych. Nieodzowną częścią kolekcji jest również cyfrowe archiwum historii mówionej, w którym znajdują się wspomnienia osób dotyczące całego okresu II wojny światowej, a w szczególności pracy bydgoskiej fabryce.

### Dział Historii Medycyny i Farmacji
Trzon kolekcji składa się z zakupionych w 2017 roku zbiorów z prywatnego Muzeum Farmacji Apteki „Pod Łabędziem”. Kolekcja obejmuje przedmioty pochodzące głównie z obszaru zachodnich ziem Polski oraz dzisiejszych Niemiec od XVII do schyłku XX wieku. W zbiorach znajdują się naczynia recepturowe, moździerze, wagi, sprzęt laboratoryjny, meble apteczne, druki i dokumenty. Najcenniejszym nabytkiem jest zachowane in situ, oryginalne laboratorium galenowe z przełomu XIX i XX wieku, które stanowi unikat na skalę ogólnopolską.

### Biblioteka
Początki gromadzenia książek i czasopism sięgają ostatniego dwudziestolecia XIX wieku. Najcenniejszą pozostałością po księgozbiorze z tamtego okresu jest Jahrbuch der Historischen Gesellschaft für den Netzedistrikt zu Bromberg z lat 1891–1895. Inwentaryzację zbiorów bibliotecznych rozpoczęto w styczniu 1925. W latach 60. zaczęto opracowanie zbiorów, zorganizowano katalog alfabetyczny i rzeczowo-systematyczny oraz katalog czasopism. Od 2009 r. tworzony jest również katalog komputerowy.

## Galeria

### Wybrane zbiory

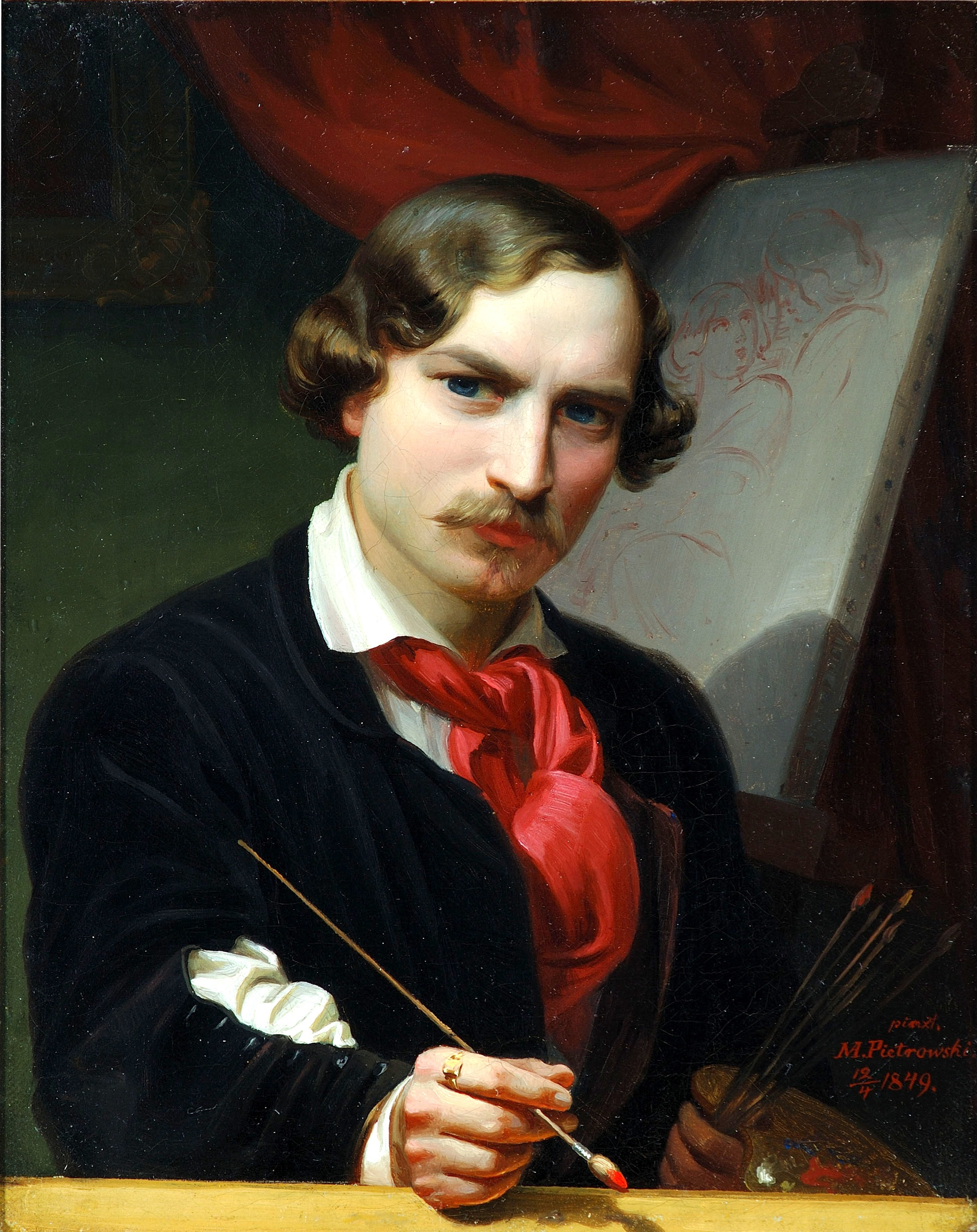
Maksymilian Antoni Piotrowski "Autoportret z paletą" 1849
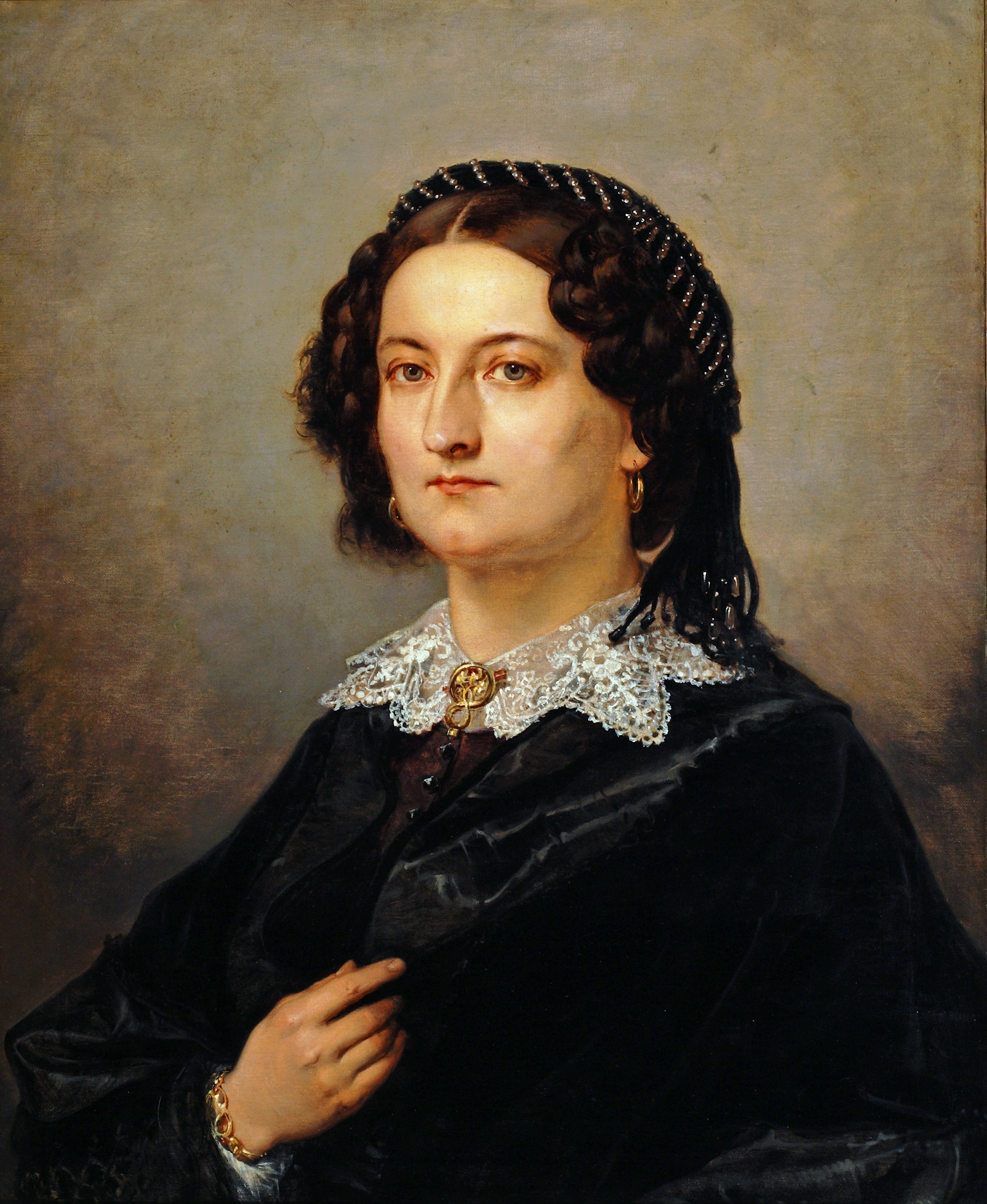
Jan Matejko "Portret Wiktorii Kosińskiej" 1859
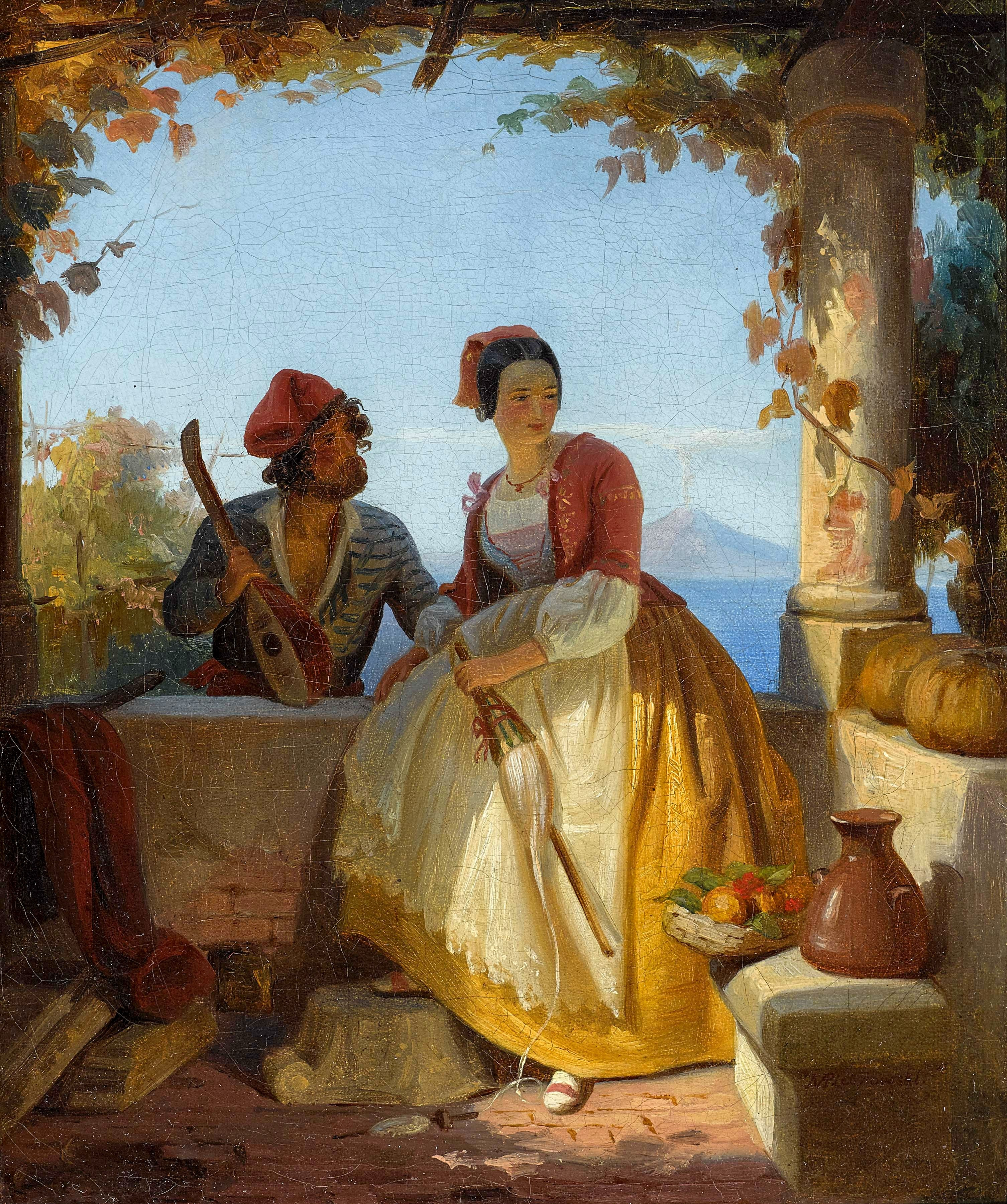
Maksymilian Antoni Piotrowski "Kochankowie z Sorrento" 1842
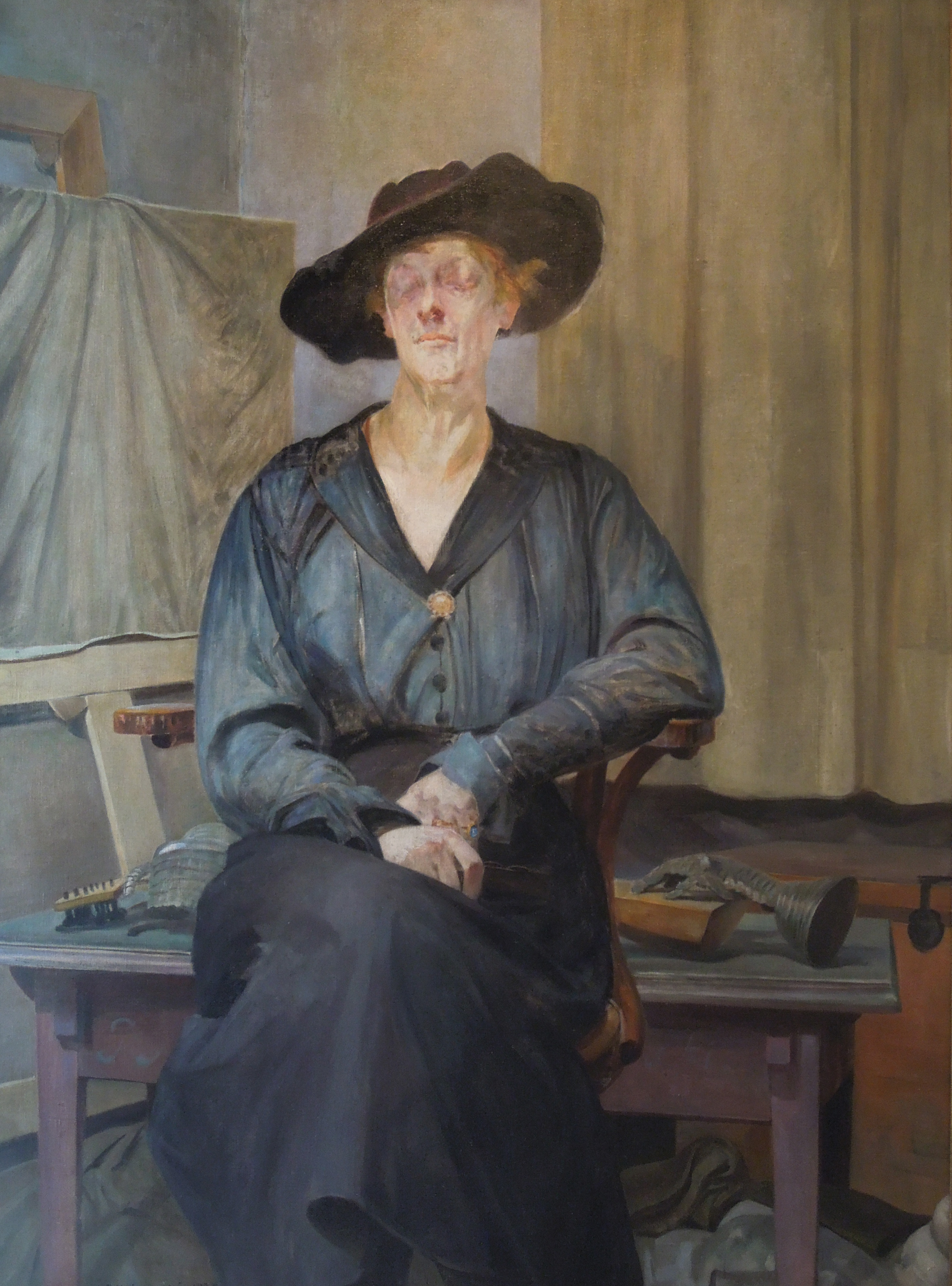
Jacek Malczewski "Żona artysty" 1920
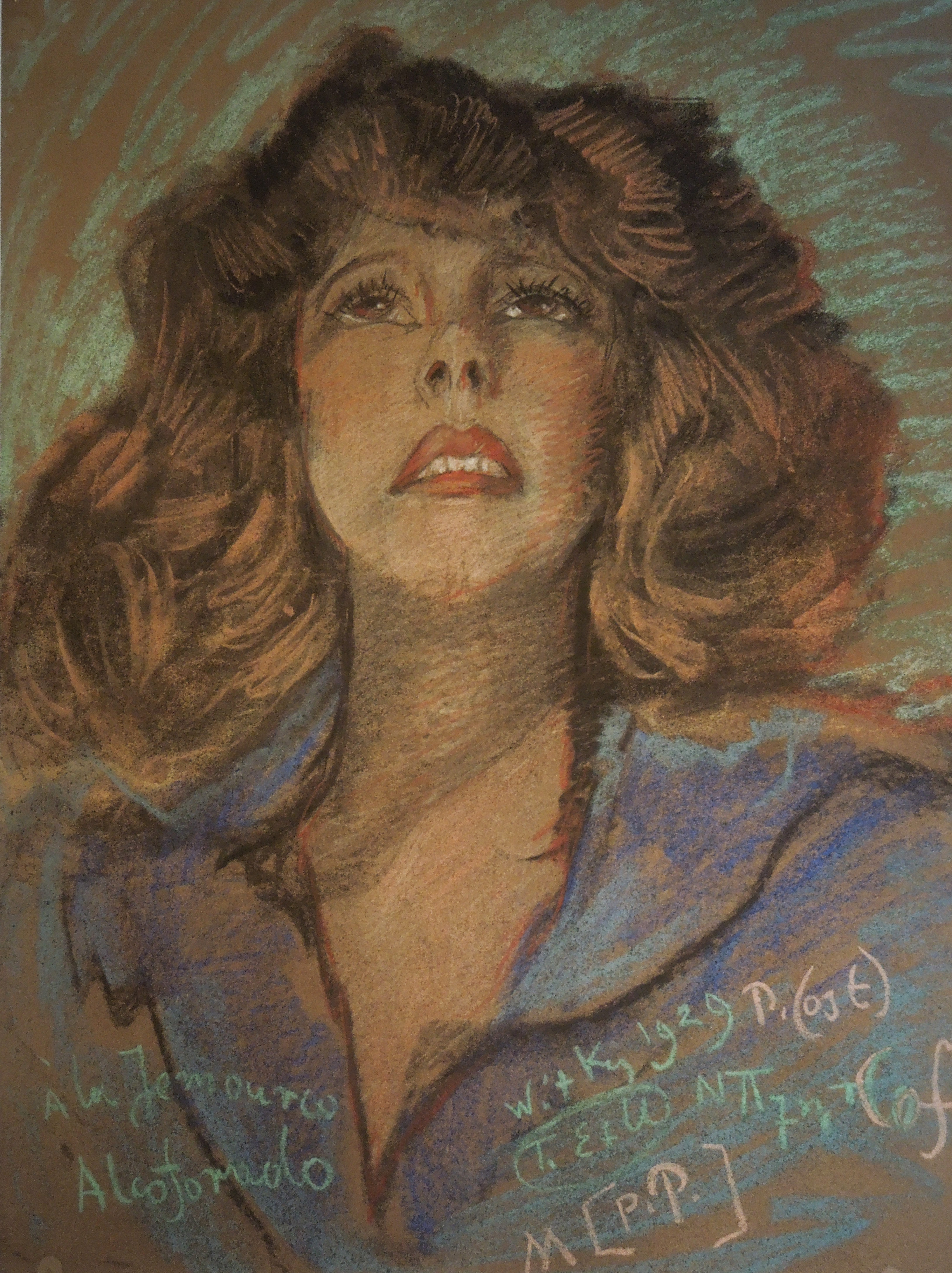
Stanisław Ignacy Witkiewicz "Portret kobiecy" 1929
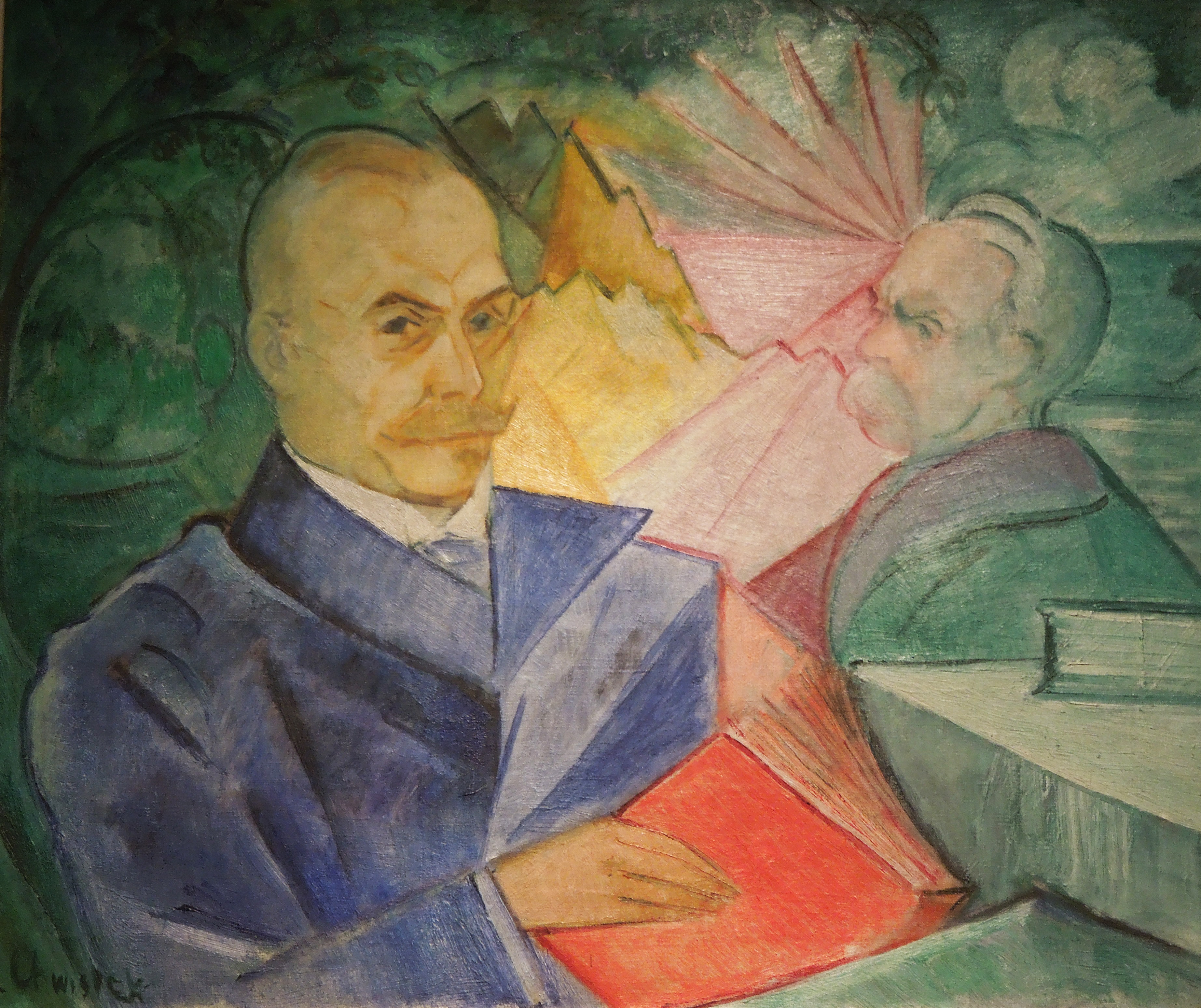
Leon Chwistek "Portret doktora Jakóbca" 1925–1927
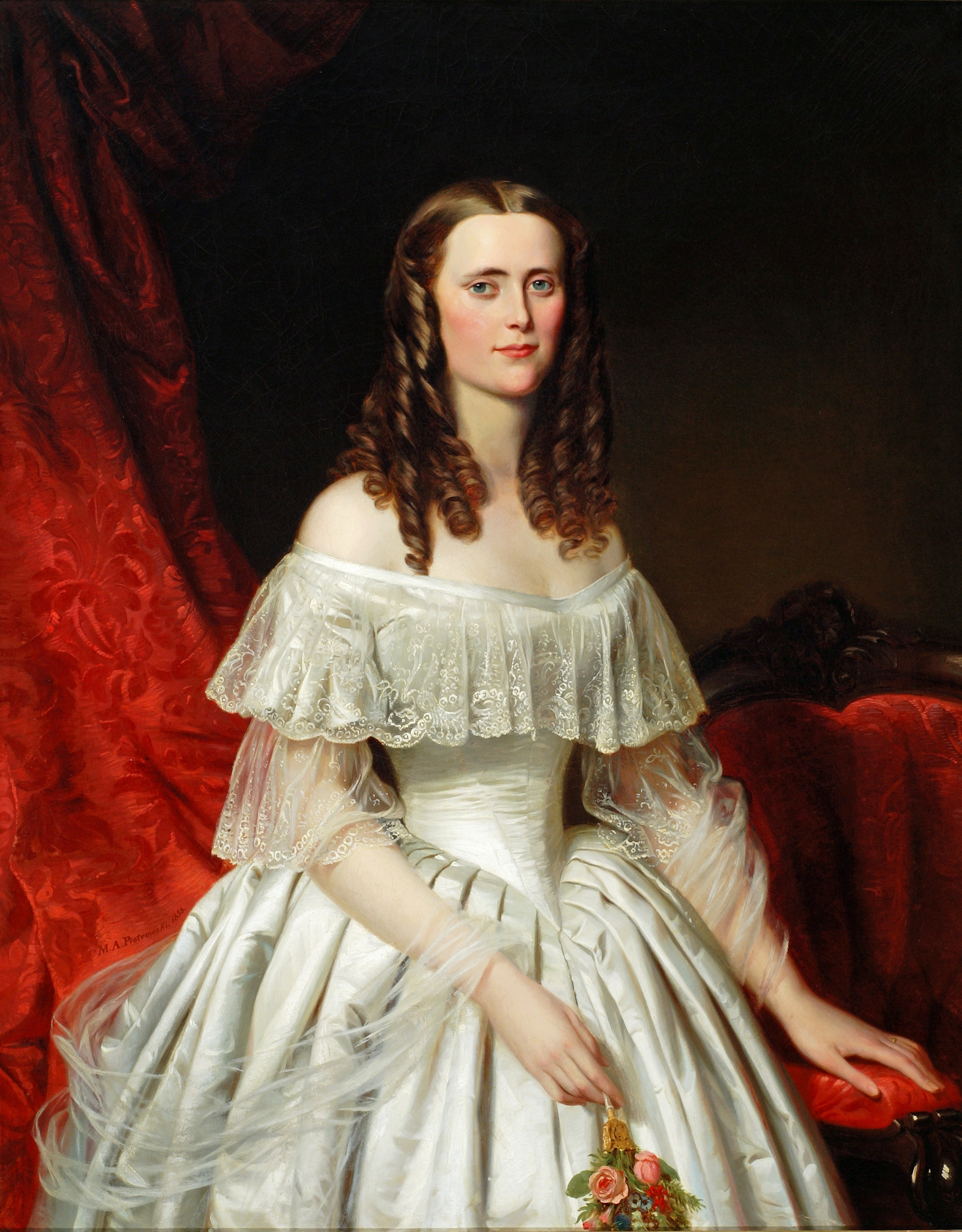
Maksymilian Antoni Piotrowski "Portret damy w białej sukni" 1858
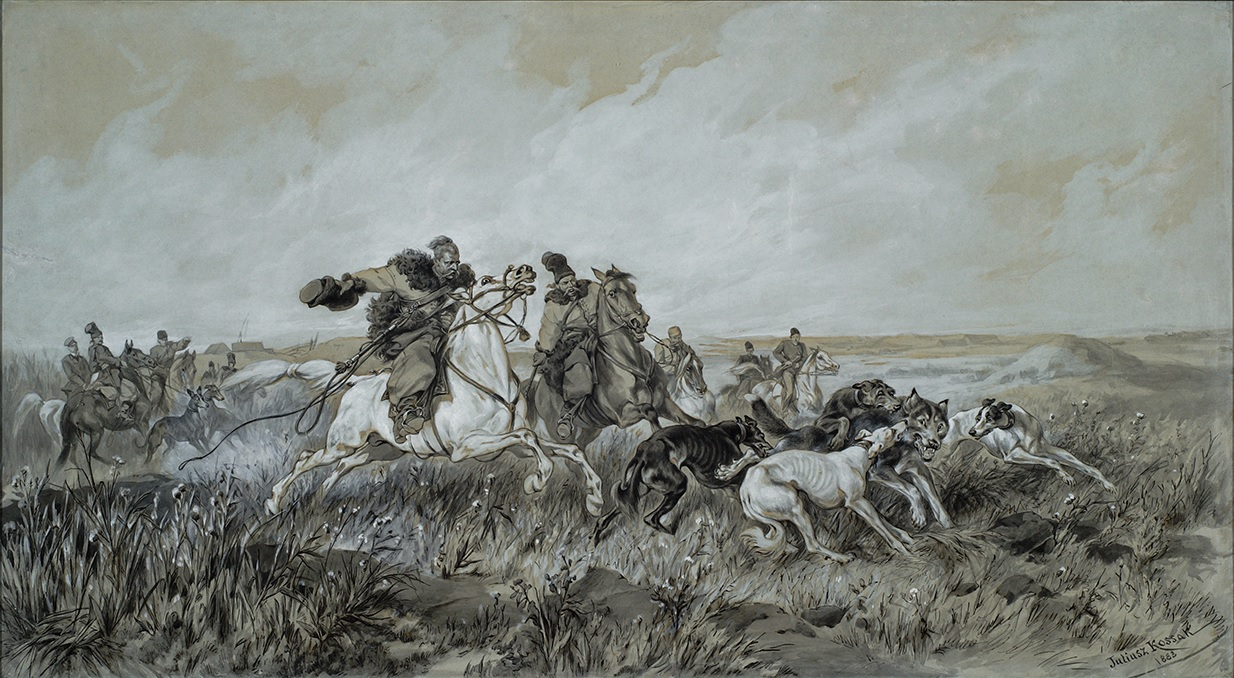
Juliusz Kossak "Polowanie stepowe na wilka" 1883
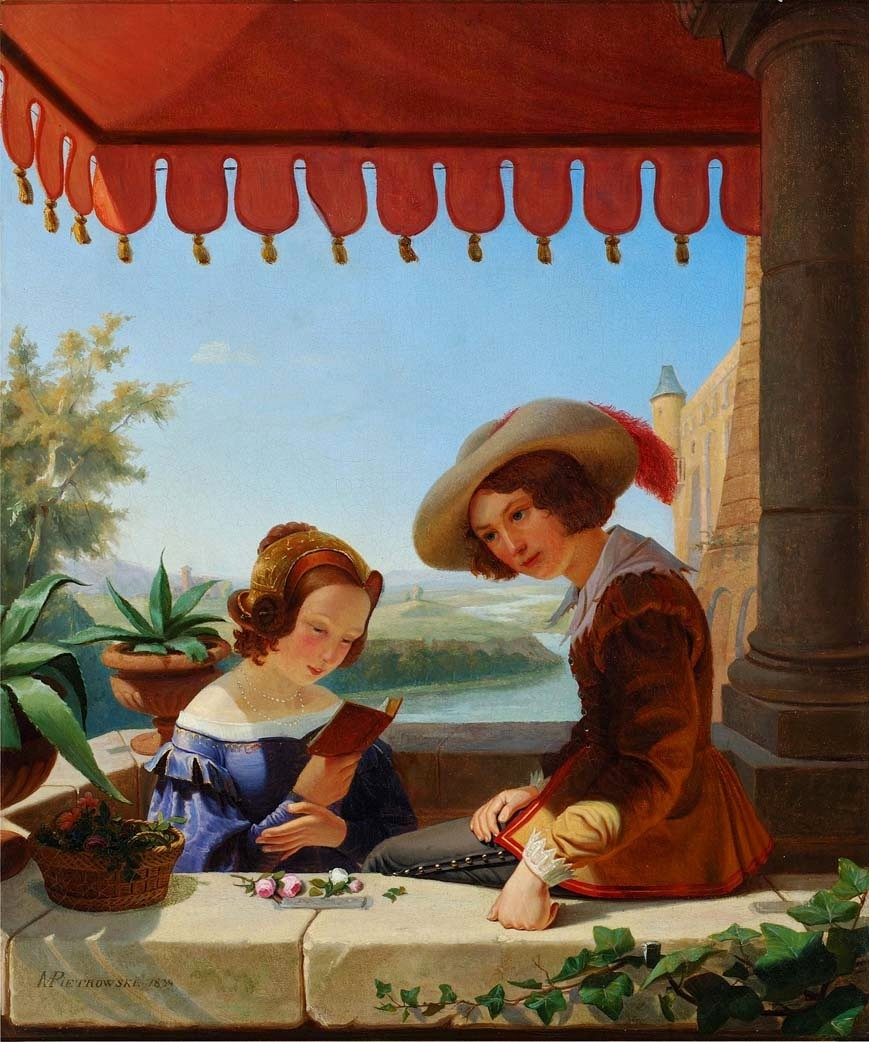
Maksymilian Antoni Piotrowski "Scena balkonowa - portret rodzeństwa artysty" 1839
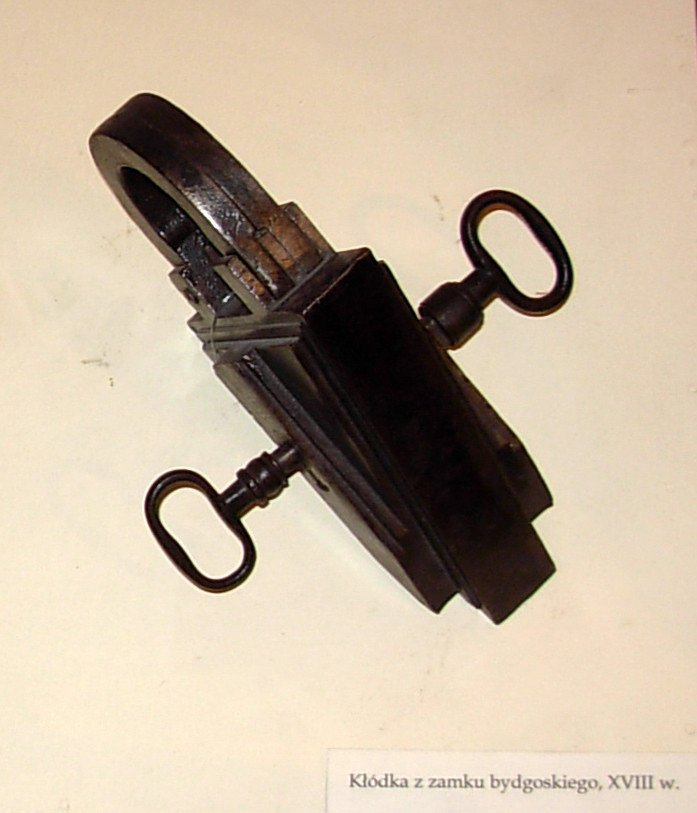
Kłódka z zamku bydgoskiego XVIII w.

### Dzieła Leona Wyczółkowskiego

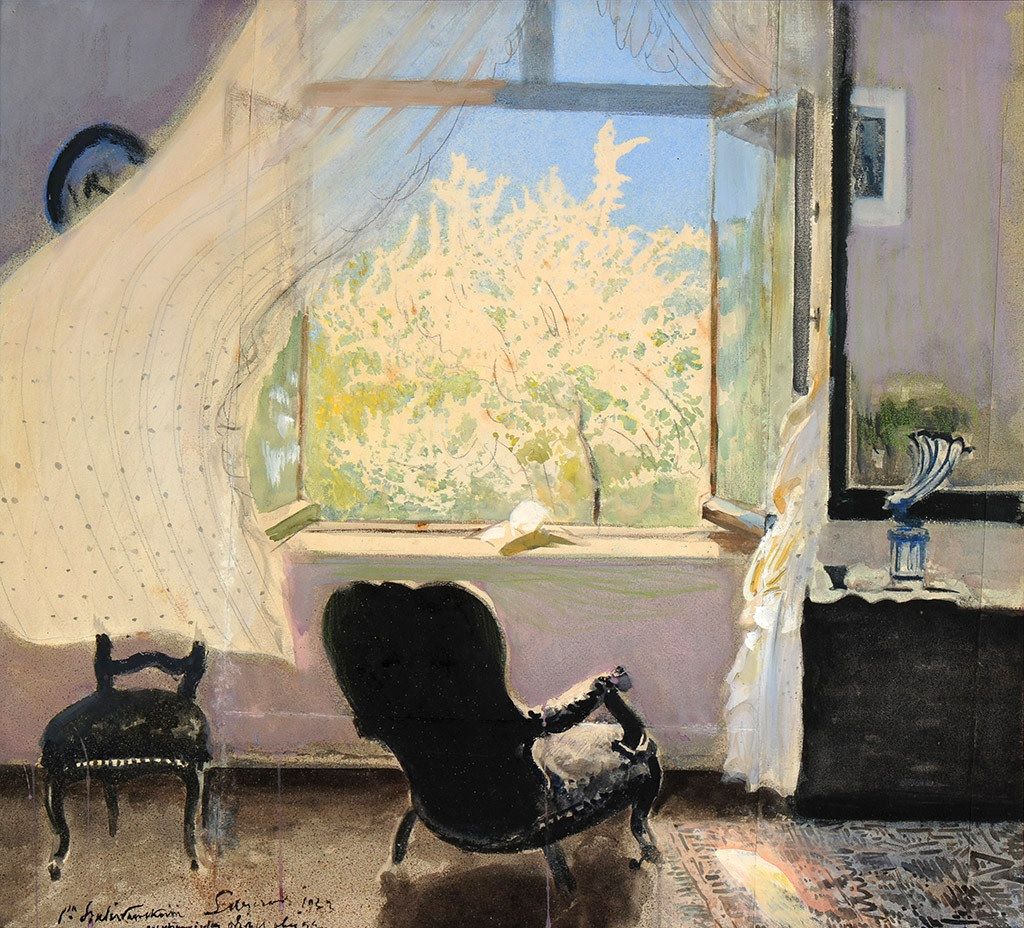
Leon Wyczółkowski "Wiosna - wnętrze pracowni artysty" 1933
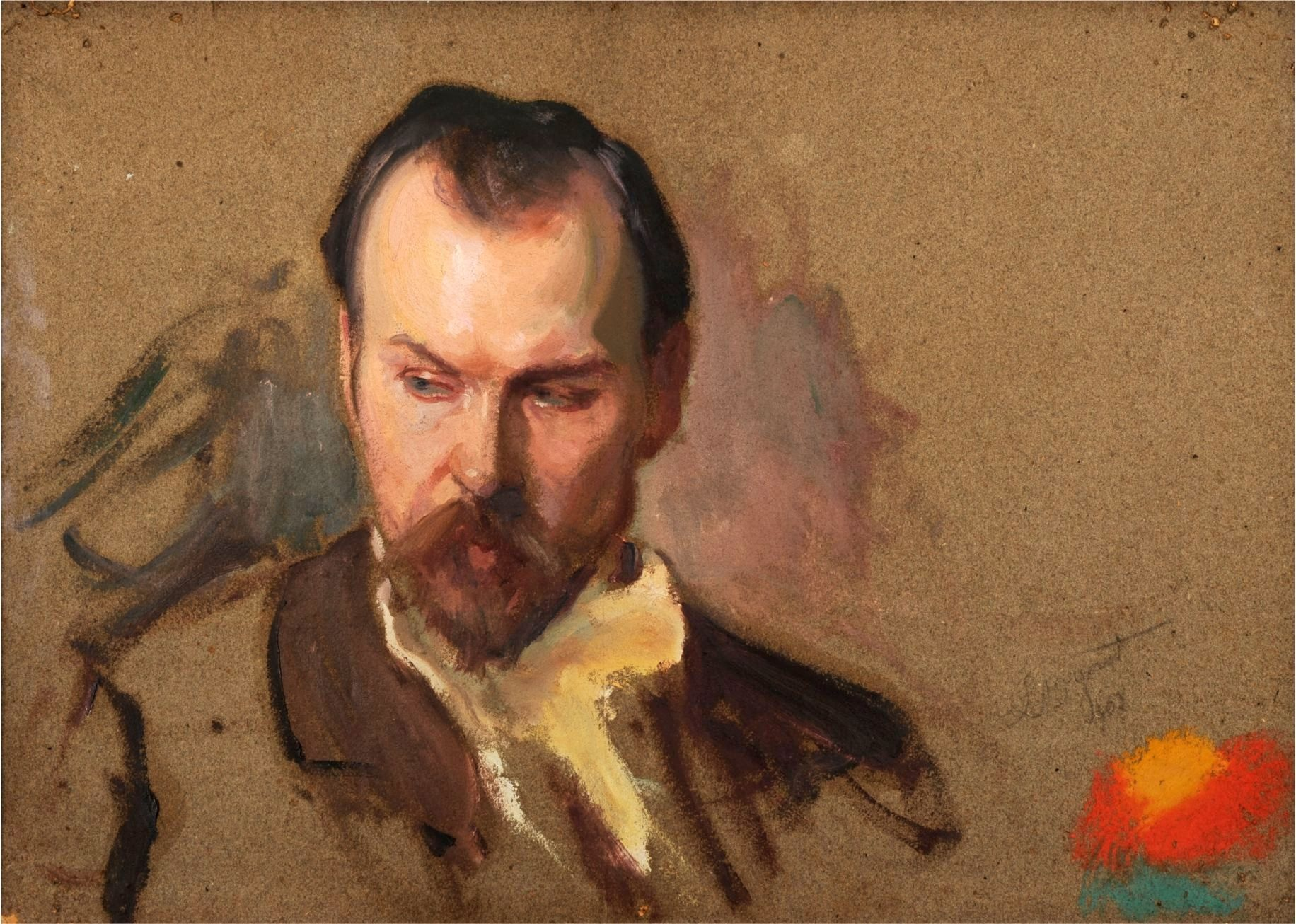
Leon Wyczółkowski "Konstanty Laszczka" 1905
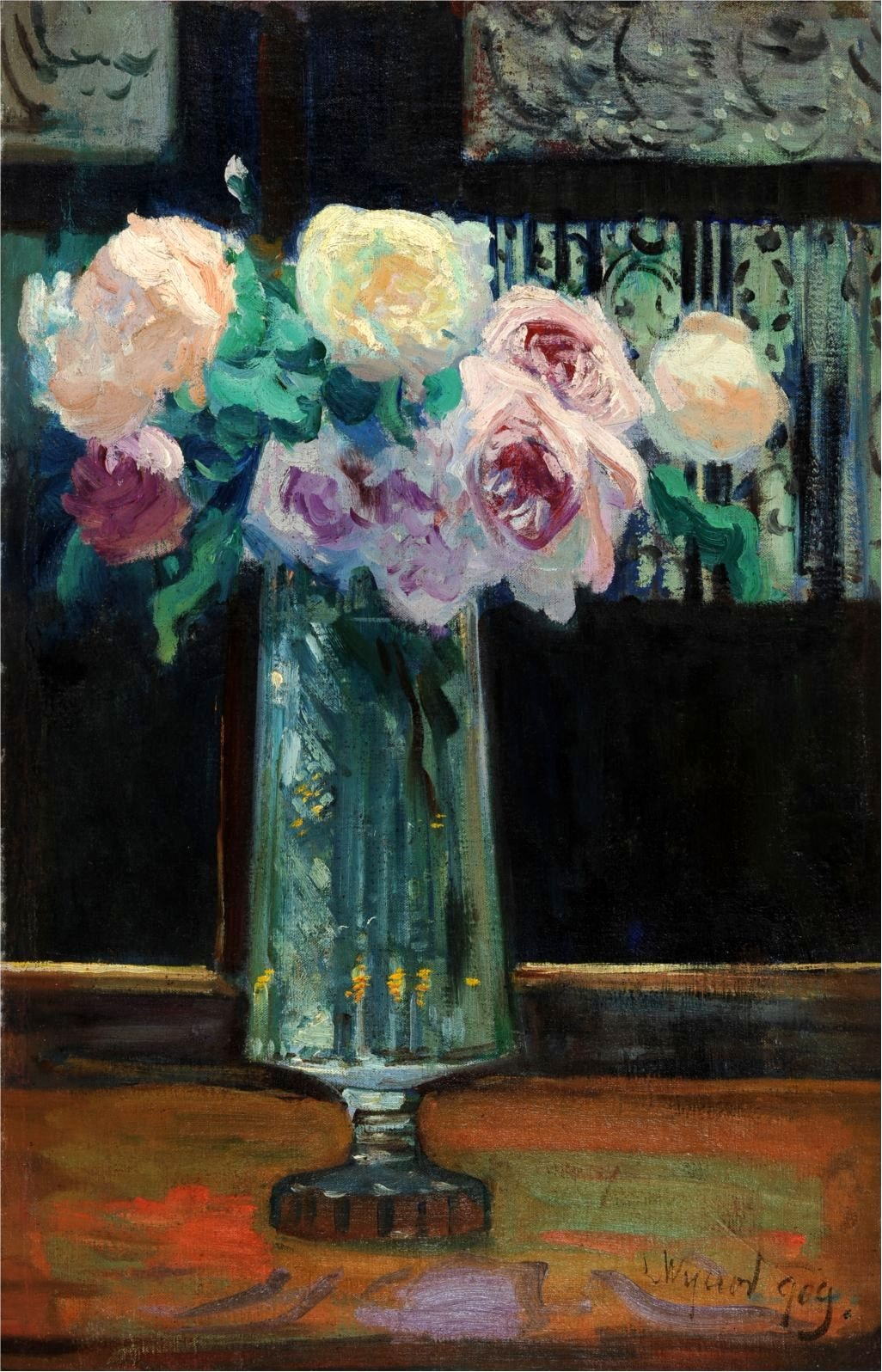
Leon Wyczółkowski "Kwiaty w wazonie" 1909
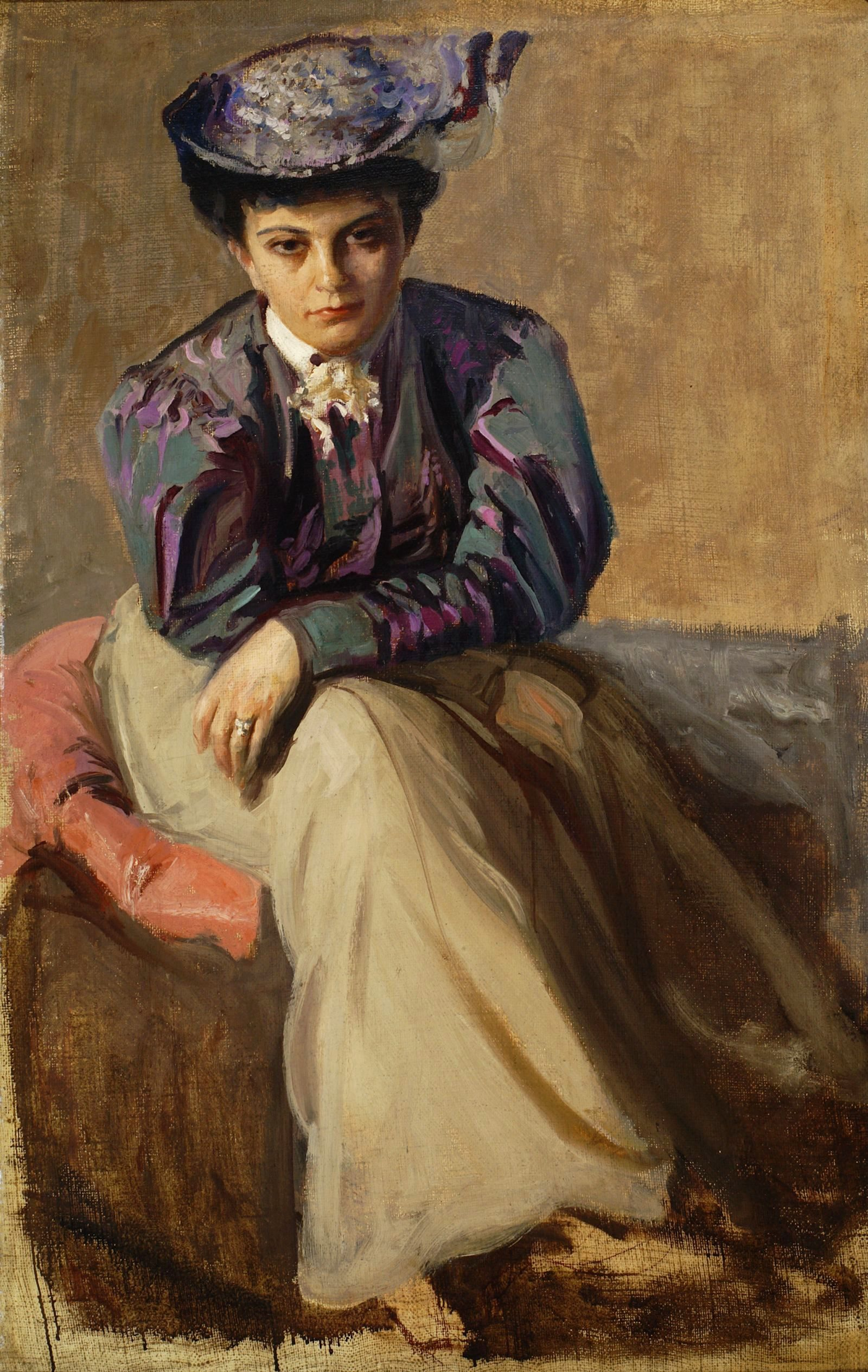
Leon Wyczółkowski "Portret Zofii Cybulskiej z Sokołowskich" 1903
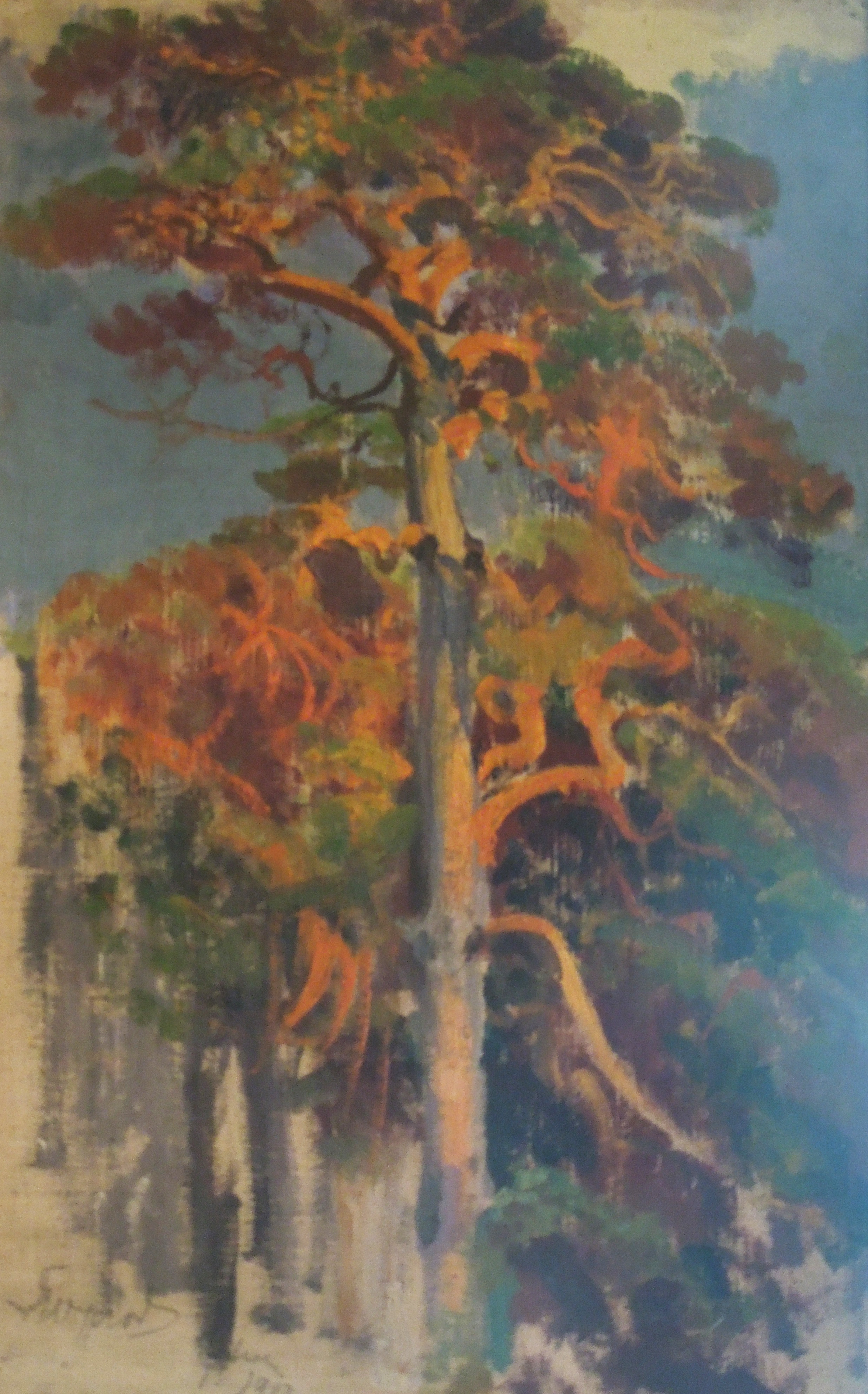
Leon Wyczółkowski "Sosna" 1912
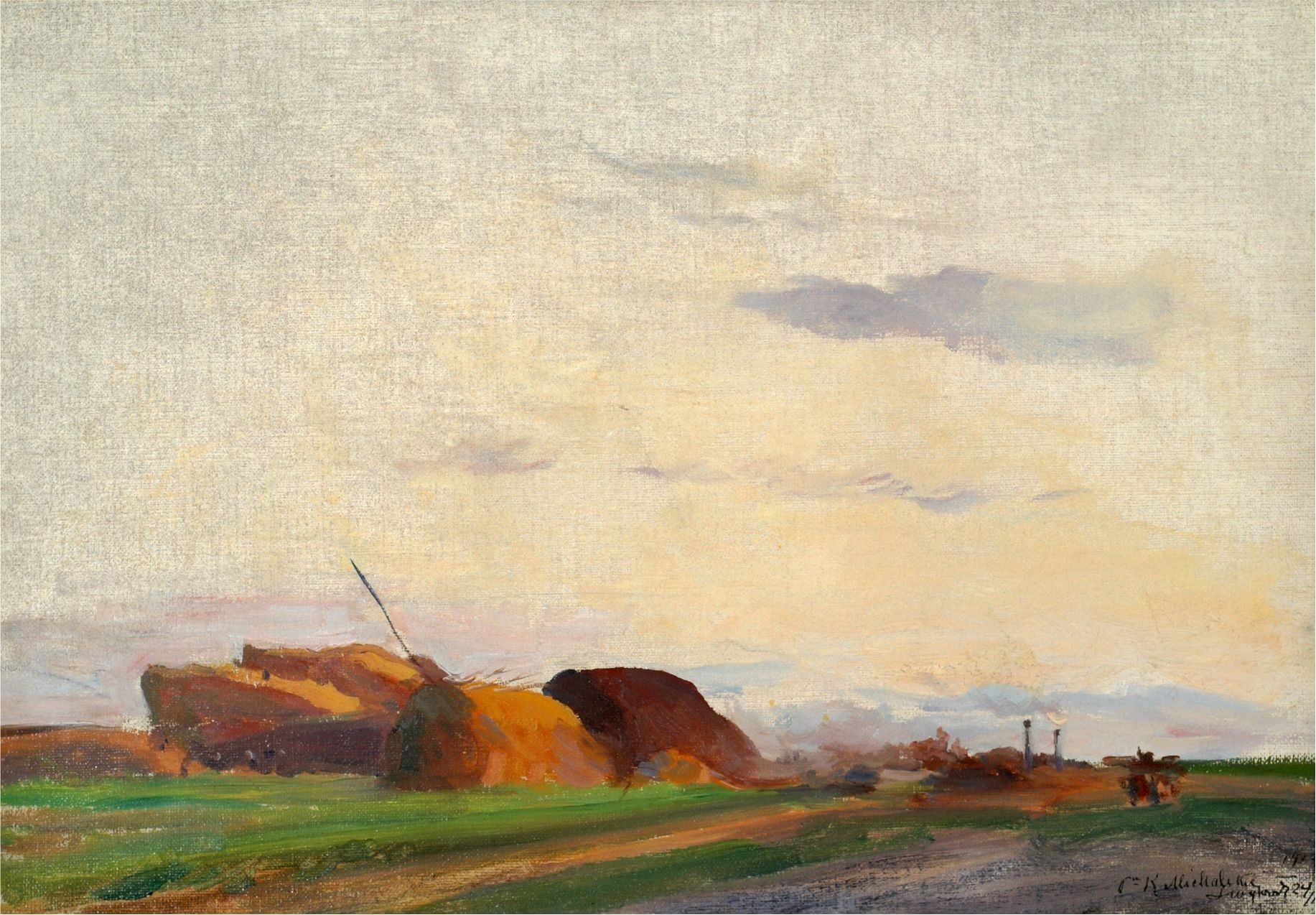
Leon Wyczółkowski "Widok z Ukrainy" 1912
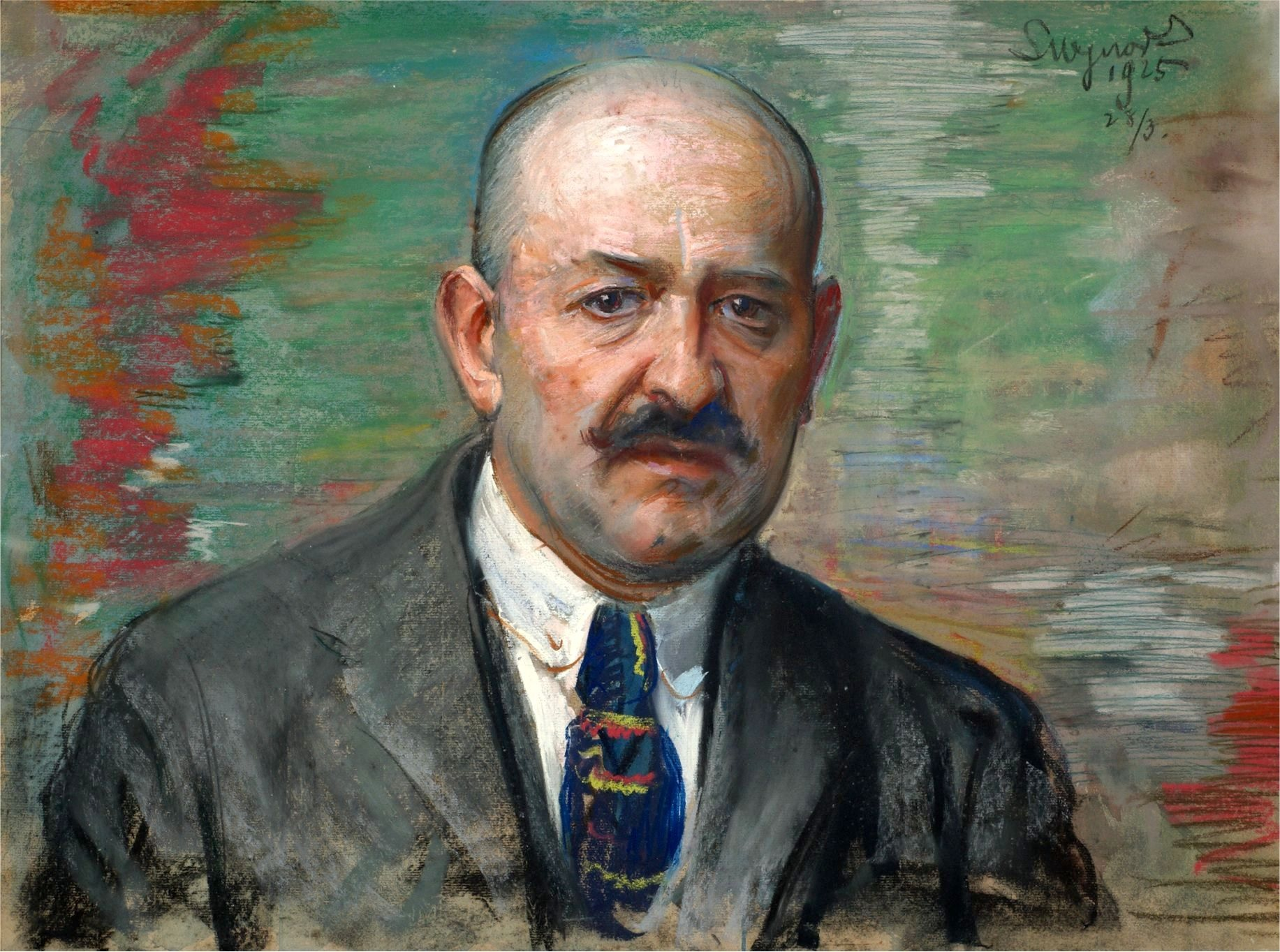
Leon Wyczółkowski "Portret doktora Mieczysława Michałowicza" 1925
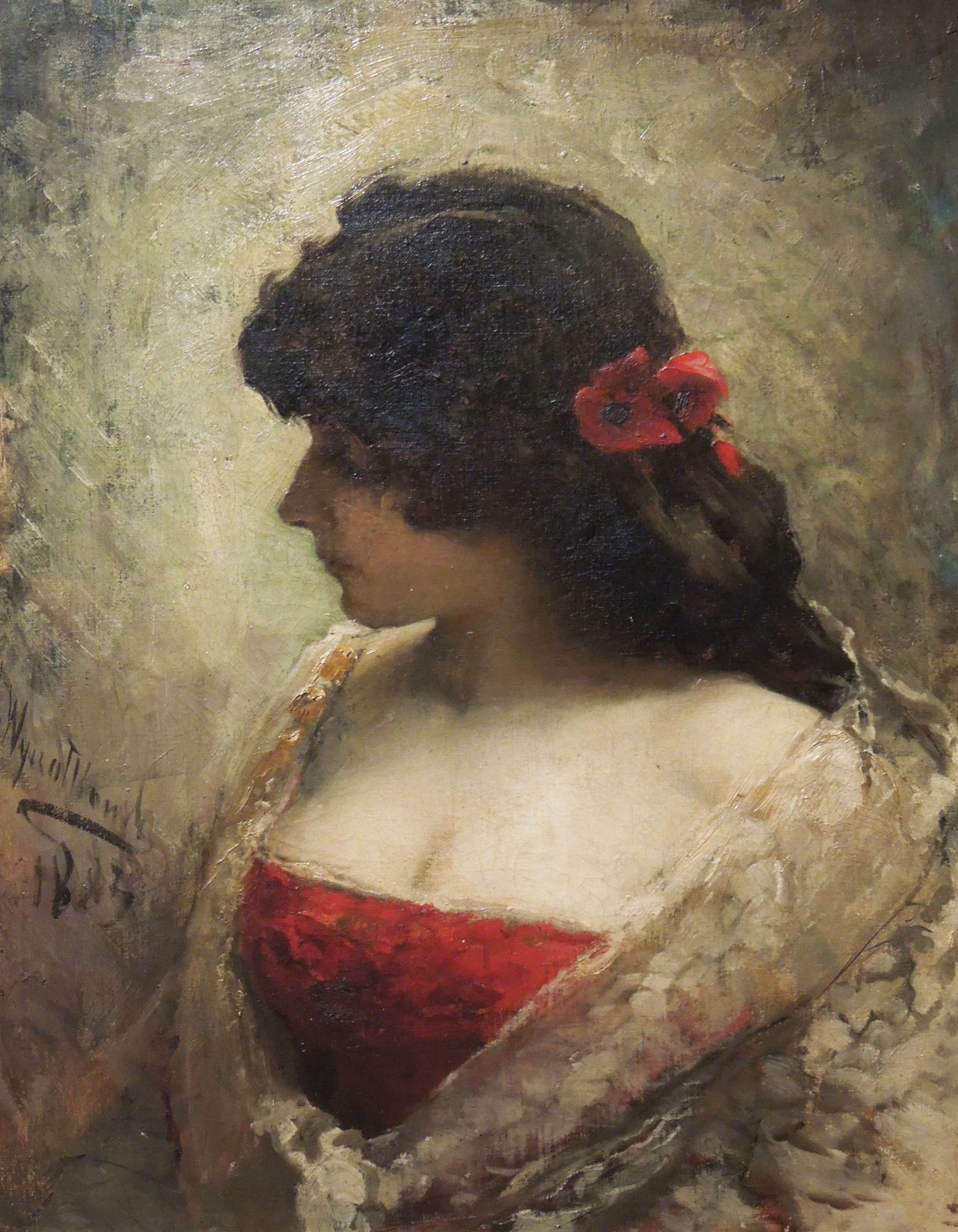
Leon Wyczółkowski "Portret kobiety" 1883

## Działalność
Muzeum uczestniczy w życiu kulturalnym Bydgoszczy, współpracuje z miejscowymi organizacjami i placówkami kulturalnymi, propaguje sztukę oraz wiedzę historyczną.
Odbywa się to poprzez:
- organizację wystaw,
- przygotowywanie wydawnictw,
- lekcje muzealne,
- prace konserwatorskie we własnych pracowniach

## Zwiedzanie[12]
Obecnie udostępnione do zwiedzania jest pięć budynków wystawienniczych:
- Spichrze nad Brdą – ul. Grodzka 7-11;
- Galeria Sztuki Nowoczesnej na Wyspie Młyńskiej – ul. Mennica 8;
- Dom Leona Wyczółkowskiego na Wyspie Młyńskiej – ul. Mennica 7;
- Europejskie Centrum Pieniądza na Wyspie Młyńskiej – ul. Mennica 4;
- Zbiory Archeologiczne na Wyspie Młyńskiej – ul. Mennica 2;
- Exploseum – ul. Alfreda Nobla.

## Statystyki
W 2010 r. w Muzeum prezentowano 8 ekspozycji stałych i 24 wystawy czasowe. Poza siedzibą Muzeum zostało zorganizowanych 8 ekspozycji. Łączna liczba zwiedzających sięgała 60 tys. osób. W zbiorach Muzeum znajdowało się 125 tys. muzealiów.
Muzeum Okręgowe im. Leona Wyczółkowskiego zostało nominowane w konkursie Sybilla 2009 w kategorii Dokonania z zakresu zarządzania i organizacji za Roboty budowlane polegające na przebudowie Czerwonego Spichlerza i Domu Młynarza na Galerię Sztuki Nowoczesnej. Z kolei w 2011 r. ekspozycja „Exploseum – Centrum techniki wojennej DAG Fabrik Bromberg” uhonorowana została Nagrodą Ministra Kultury i Dziedzictwa Narodowego i uznana Wydarzeniem Muzealnym Roku Sybilla 2011 w kategorii wystawy techniki.